# فعالیت‌های سیاسی سید روح‌الله خمینی

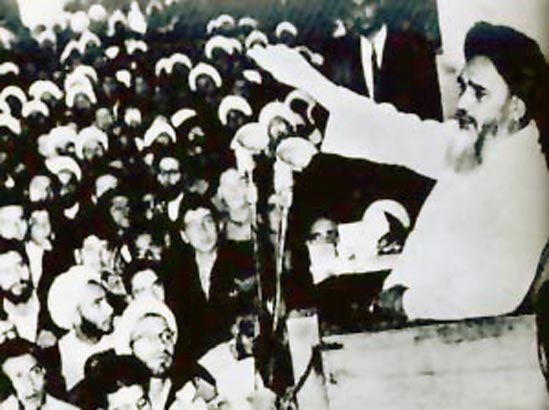
سخنرانی تند خمینی علیه حکومت پهلوی و شخص محمدرضا پهلوی در روز ۱۳ خرداد ۱۳۴۲، موجب دستگیری او و آغاز تظاهرات ۱۵ خرداد در سال ۱۳۴۲ گردید.

آغاز فعالیت سیاسی روح‌الله خمینی را می‌توان مربوط به اوایل دهه ۱۳۲۰ دانست. خمینی در آن زمان، کتاب کشف‌الاسرار خود را در پاسخ به نقدهای مطرح‌شده در کتاب اسرار هزار ساله از علی‌اکبر حکمی‌زاده به تحریر درآورد. او در ادامه با انتشار نخستین بیانیه خود، از مسلمانان ایران و جهان اسلام درخواست کرده بود که در مقابل آنچه او «ظلم و ستم قدرت‌های بیگانه و هم‌پیمانان آن‌ها» خوانده بود، اقدام کنند.
پس از مرگ حسین طباطبایی بروجردی در ۱۳۴۰، رویه خمینی در فعالیت سیاسی‌اش تغییر کرد. ماجرای لایحه انجمن‌های ایالتی و ولایتی در تیر ماه ۱۳۴۱ را می‌توان اولین رویارویی جدی او با حکومت در نظر گرفت، جایی‌که با اعتراضات او و سایر روحانیون، که خمینی آن را «ضد دین» و «زمینه‌ای برای نفوذ بهائیت به عرصه‌های مختلف کشور» می‌دانست موجب لغو این لایحه گشت.
فعالیت سیاسی خمینی علیه حکومت پهلوی در زمان مطرح شدن طرح انقلاب سفید در دی ماه ۱۳۴۱ به اوج خود رسید. او که با بیانیه‌های مختلف سعی در تحریم همه‌پرسی این طرح از سوی مردم داشت، بعد از تصویب آن، نوروز سال ۱۳۴۲ را عزای عمومی اعلام کرد. در روز جمعه دوم فروردین ۱۳۴۲ مصادف ۲۵ شوال سالروز کشته شدن جعفر صادق با یورش نیروهای حکومت به مدرسه فیضیه قم باعث کشته و مجروح ساختن طلاب و وارد آوردن خسارات به مدرسه شدند، سخنان خمینی علیه حکومت حالت شدیدالحن‌تری به خود گرفت، به‌گونه‌ای که در خرداد آن سال و در سخنرانی روز عاشورا، او محمدرضا پهلوی را با الفاظی نظیر «بدبخت» و «بیچاره» خطاب کرد و او را با یزید برابر دانست.
بامداد ۱۵ خرداد ۱۳۴۲، خمینی دستگیر و به زندان قصر تهران انتقال داده‌شد. انتشار خبر دستگیری او، اعتراضاتی را در شهرهای مختلف برانگیخت که به قیام ۱۵ خرداد ۱۳۴۲ شهرت یافت. با این‌که در ادامه و با اعتراضات مردم و روحانیون، خمینی پس از دو ماه آزاد شد، اما سخنرانی تند او علیه حکومت در مهر ماه ۱۳۴۳ و در پی تصویب لایحه کاپیتولاسیون، منجر به دستگیری مجدد او در ۱۳ آبان ماه آن سال و این بار تبعید او به ترکیه شد.
در ۱۴ شهریور ۱۳۴۴، خمینی از ترکیه به عراق و شهر نجف انتقال داده‌شد. در دوران تبعید، او هم‌چنان با ارسال بیانیه‌های مختلف نسبت به مسائل کشور اظهارنظر می‌کرد و به فعالیت سیاسی خود ادامه می‌داد. هم‌زمان در ایران، وقوع حوادثی مانند قتل سید مصطفی خمینی و انتشار مقالهٔ روزنامهٔ اطلاعات علیه خمینی، اعتراضات مردمی علیه حکومت افزایش یافت و منجر به وقوع تظاهراتی مانند تظاهرات ۱۷ شهریور ۱۳۵۷ گردید.
خمینی در ۱۴ مهر ۱۳۵۷، وادار به ترک عراق و اقامت در پاریس شد. در دوران کوتاه اقامت در نوفل‌لوشاتو نیز، خمینی - با آزادی بیشتری - هم‌چنان به هدایت طرفدارانش در قالب ارسال اعلامیه و بیانیه به طرق مختلف ادامه می‌داد. او از همان‌جا اقدام به تشکیل دولت موقت انقلاب کرد، و پس از خروج محمدرضا پهلوی در ۲۶ دی آن سال از کشور و فراهم شدن شرایط، در روز ۱۲ بهمن به کشور بازگشت و با تسلیم‌شدن ارتش در روز ۲۲ بهمن، انقلاب ۱۳۵۷ به پیروزی رسید.

## آغاز فعالیت‌ها
خمینی در دههٔ ۱۳۱۰ به هیچ فعالیت سیاسی آشکاری دست نزد. او همواره معتقد بود رهبری فعالیت‌ها و جریانات سیاسی باید در اختیار عالی‌ترین مراجع باشد و در نتیجه در آن زمان خود را موظف به پذیرش تصمیم حائری مبنی بر سکوت و انفعال در قبال اقدامات صورت گرفته توسط رضاشاه علیه سنت‌ها و باورهای اسلامی در ایران می‌دانست. بدین ترتیب در پی هیچ‌کدام از حوادث آن زمان، خمینی به عنوان چهره‌ای تازه‌وارد در حوزه، در موقعیتی نبود که افکار عمومی را در یک مقیاس ملی متحد کند.
با این‌وجود او با معدود علمایی که به‌صورت آشکار به اقدامات رضاشاه اعتراض می‌کردند ارتباط داشت. چهره‌هایی مانند محمدعلی شاه‌آبادی، نورالله اصفهانی، میرزا صادق تبریزی، آقازاده کفایی و سید حسن مدرس. او هم‌چنین به‌طور ضمنی و در قالب اشعار شخصی، به بیان عقیدهٔ خود در رابطه با رژیم پهلوی و ابعاد ظلم و ستمی که به عقیدهٔ او رضاشاه روا می‌داشت، می‌پرداخت.

## دوران بروجردی

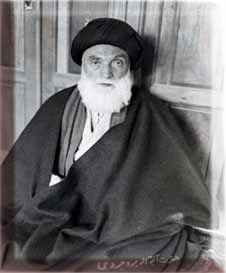
سید حسین طباطبایی بروجردی (۱۳۴۰–۱۲۵۴)

بعد از وفات حائری، مؤسس و رئیس حوزهٔ علمیهٔ قم، در دهم بهمن ۱۳۱۵، احساس نیاز به انتخاب فردی تازه به‌عنوان رئیس حوزه به‌وجود آمد. گفته می‌شود در آن زمان خمینی، به‌عنوان یکی از مدرسین و مجتهدین صاحب‌رای در فقه، اصول، فلسفه، عرفان و اخلاق، از لحاظ مقام و موقعیت علمی شایستگی ریاست حوزهٔ علمیه را داشته و تنها عاملی که مانع انتصاب او به این عنوان شده‌است، جوانی و سن پایین او بوده‌است.
بعد از آن و به مدت هشت سال، سه مجتهد بزرگ آن زمان، سید محمد حجت، سید صدرالدین صدر و محمدتقی خوانساری، به‌طور مشترک حوزهٔ علمیه را اداره می‌کردند. با این‌حال حوزه بعد از وفات حائری و پایان ریاست او همواره دچار کمبود و نقص به‌نظر می‌رسید.
از طرفی در سال ۱۳۲۵ هجری شمسی و بعد از وفات  ابوالحسن اصفهانی، که از بزرگ‌ترین مراجع تقلید و عالمان آن زمان به حساب می‌آمد، نیاز به وجود رهبری که وظیفهٔ سرپرستی شیعیان را بر عهده بگیرد نزد روحانیون بیش از پیش احساس شد.
در پی این دو اتفاق، نیاز به یافتن جانشینی شایسته برای این دو روحانی در میان خمینی و هم‌فکرانش حس شد. انگیزهٔ دیگر خمینی و اطرافیانش برای چنین تصمیمی، خنثی کردن تصمیمات و برنامه‌هایی بود که حکومت بعد از وفات حائری به آن‌ها امید بسته بود. بعد از فوت مؤسس حوزهٔ علمیه، حکومت پهلوی امید زیادی داشت تا حوزه انسجام اولیهٔ خود را از دست بدهد و به تدریج از نفوذ آن کاسته شود. این موضوع باعث شد تا شاگردان مدرس و در رأس آن‌ها خمینی، مصمم به انتخاب جانشینی شایسته برای حائری و اصفهانی بشوند.
در نتیجه روحانیون آن زمان برای یافتن فردی که توانایی و کفایت انجام وظایف حائری و اصفهانی را داشته باشد مشغول به جستجو شدند. آن‌ها راهی شهرها مختلف شدند تا نظر عالمان و بزرگان مناطق مختلف را جویا شوند. خمینی خود راهی همدان شد تا با علمای آن شهر – که بیم مخالفت آن‌ها می‌رفت – در این‌باره صحبت کند.
سید حسین طباطبایی بروجردی، که در آن سال‌ها ساکن همدان بود، به‌عنوان یک شخصیت علمی برجستهٔ آن زمان، مناسب‌ترین شخص تشخیص داده‌شد و توسط آن‌ها برای تصدی پست ریاست حوزهٔ علمیهٔ قم و مقام رهبری شیعیان در نظر گرفته‌شد. آن‌ها در آن زمان او را، که از برجسته‌ترین شاگردان آخوند خراسانی، سید محمدکاظم طباطبایی یزدی و محمد شریعت اصفهانی و از مجهتدین و عالمان بزرگ آن عصر محسوب می‌شد، به‌عنوان احیاءکننده‌ای شایسته برای حوزهٔ قلمداد می‌کردند. این پیشنهاد مخصوصاً از جانب خمینی و جمعی از شاگردان حائری پیگیری می‌شد.
تلاش‌های خمینی و سایر روحانیون برای پیدا کردن فردی مناسب سرانجام جواب داد و سید حسین طباطبایی بروجردی به‌عنوان گزینهٔ مناسب ریاست حوزه برگزیده شد. در سال ۱۳۲۴، بروجردی پس از گذراندن دوران درمان و بستری در بیمارستان فیروزآبادی تهران، وارد قم شد و مورد استقبال خمینی و سایرین قرار گرفت، و پس از سی سال گوشه‌گیری و انزوا سرپرستی حوزه را بر عهده گرفت.
ریاست بروجردی بر حوزه به‌مدت پانزده سال طول کشید. در این مدت تغییرات اساسی در ساختار حوزه به‌وجود آمد و تحولات بسیاری زیر نظر او رخ داد، مواردی مانند نزدیکی بین مذاهب، فرستادن نماینده به دانشگاه الازهر، ساختن مسجد و مدرسه در خارج از کشور، اعزام مبلغ به کشورهای اسلامی، تشویق طلاب به آموختن دروس جدید از جمله زبان انگلیسی و استقبال از طرح اصلاح و نوسازی حوزه که از جمله اقدامات صورت گرفته در زمان ریاست او محسوب می‌شوند.

### رابطهٔ خمینی با بروجردی
اگرچه در دوران ریاست بروجردی بر حوزه تحولات مفید و گسترده‌ای صورت گرفت اما با این وجود خمینی نتوانست در این دوران اصلاحات مورد نظر خود را در حوزه عملی کند. او در سال ۱۳۲۸ طرح اصلاح اساسی ساختار حوزهٔ علمیه را با همکاری مرتضی حائری تهیه و به بروجردی پیشنهاد داد.
این طرح از سوی شاگردان خمینی و بسیاری از طلاب حوزه مورد استقبال و حمایت قرار گرفت، اما گفته می‌شود مخالفت‌هایی که با آن شد باعث شد بروجردی برخلاف نظر اولیه و تمایل قلبی خود از انجام آن منصرف شود. در پی آن، خمینی و کسانی که او را در نوشتن طرح پیشنهادی کمک کرده بودند از خود عکس‌العمل‌های متفاوتی نشان دادند: حائری به مشهد مهاجرت کرد، مطهری از قم بیرون آمد و به‌جای حوزه، حضور در دانشگاه را انتخاب کرد و خمینی خود نیز مدتی سکوت پیشه کرد.
او در سال‌های ریاست بروجردی بر حوزه، همواره او را در بهبود شرایط حوزه و ادارهٔ آن کمک می‌کرد و میان آن دو هیچ اختلافی مشاهده نشد. گفته می‌شود خمینی به مدت پنج سال تمام به درس‌های او گوش سپرد و همراه با دیگر شاگردان بروجردی در کلاس‌های درس او شرکت کرد و حتی مطالب بیان‌شده توسط او را نوشت و تقریر کرد. این در حالی بود که خمینی خود در آن سال‌ها مدرسی توانا در فقه، اصول، فلسفه، عرفان و اخلاق بود و مقامات علمی و معنوی بالایی داشت.
این‌طور به نظر می‌رسد که خمینی شدیداً مورد اعتماد بروجردی بوده، طوری‌که بروجردی در زمان ریاست خود بر حوزه مأموریت‌های مهمی را بر عهدهٔ او گذاشت. از جمله این‌که خمینی دو بار به نمایندگی از بروجردی و دیگر علمای اسلام، با نمایندگان شاه دیدار و گفتگو کرد و به آن‌ها دربارهٔ نتایج اقدامات شاه هشدار داد. در یکی از این گفتگوها، خمینی منوچهر اقبال – نخست‌وزیر وقت – را از تغییر قانون اساسی منع کرد و به او گفت: «ما به شما هرگز اجازهٔ چنین تغییر و تبدیلی در قانون اساسی را نمی‌دهیم، زیرا این گونه تغییر، افتتاحیه‌ای جهت دستبرد اساسی به قوانین موضوعه این کشور خواهد شد و به دولت فرصت می‌دهد که هر وقت هر طور که سیاست و منافع او اقتضا می‌کند در قانون اساسی دست برد و طبق اغراض و امیال خود، قانونی را ملغی و قانون دیگری را جعل نماید.»
گفته می‌شود خمینی که تأثیر بسیار زیادی بر عملی شدن ایدهٔ ریاست بروجردی بر حوزه داشت، یقین داشته‌است که بروجردی در مقابل محمدرضا شاه موضع محکم و قاطعی خواهد گرفت. اما اتفاقاتی که در سال‌های آتی افتاد گواه آن بود که این تصور چندان هم درست به‌نظر نمی‌رسید. در فروردین ۱۳۲۸، خمینی متوجه شد که بروجردی مذاکراتی با حکومت در رابطه با اصلاحات احتمالی در قانون اساسی کرده‌است. در آن زمان با زمزمه‌هایی که مبنی بر تأسیس مجلس مؤسسان – که طرحی برای واگذاری اختیارات بیشتر به شاه بود – به راه افتاده‌بود، این شایعه بر سر زبان‌ها افتاد که بروجردی با تأسیس این مجلس موافقت کرده‌است. در پی آن، خمینی به همراه چند تن از مراجع و علمای وقت، نامه‌ای خطاب به بروجردی نوشت و در آن از عواقب احتمالی این ماجرا ابراز نگرانی کرد. او در این نامه از بروجردی درخواست کرد که با بیان نظر قاطع خود، به این شایعات خاتمه دهد. این اقدام خمینی منتهی به صدور اعلامیه‌ای از جانب بروجردی شد که در آن او هرگونه توافق با دولت پهلوی دربارهٔ تأسیس مجلس مؤسسان را انکار کرده‌بود.
هم‌چنین در ۱۳۳۴، یک کمپین ملی ضد بهائیت شکل گرفت که خمینی امید زیادی به حمایت بروجردی از آن داشت، اما موفق به جلب حمایت او نشد.

## رابطه با سایر چهره‌ها
رابطهٔ خمینی با شخصیت‌های مذهبی فعال آن دوران که به شکل آشکاری در حوزهٔ سیاست به مبارزه با اقدامات حکومت می‌پرداختند، نظیر  ابوالقاسم کاشانی و مجتبی نواب صفوی رهبر فدائیان اسلام، مقطعی و اکثراً بی‌ثمر بود. علت اصلی عدم تمایل او بر مبارزات مستقیم و صریح سیاسی در آن زمان به عقیدهٔ خاص او در این زمینه بازمی‌گشت. او معتقد بود که هرگونه جنبش مبارز و خواهان تغییرات می‌بایست توسط یک روحانی دینی هدایت شود. این در حالی بود که تأثیرگذارترین چهرهٔ این راه در آن زمان، محمد مصدق بود که فردی سکولار و ملی‌گرا محسوب می‌شد.
در ماجرای ملی شدن صنعت نفت، از مجموعه پیام‌ها و برخی سخنان پراکندهٔ خمینی در آن زمان و ایام پس از آن، این‌طور برمی‌آید که او از ابتدا معتقد به ناپایداری ائتلاف پیش آمده بوده و به آن امید چندانی نداشته‌است. در قم و از میان مراجع، تنها خمینی و  العظمی خوانساری، رهبری‌ها و اقدامات کاشانی را پشتیبانی می‌کردند و رهبری نهضت هیچ‌گاه از سوی بروجردی مورد تأیید قرار نگرفت.
خمینی بارها نارضایتی خود را از شیوهٔ مبارزات آن دوره اعلام کرده و به بی‌توجهی نهضت نفت به عامل دین اشاره کرده بود. در این مورد از او نقل شده‌است که: «در قضیهٔ ملی کردن صنعت نفت هم، چون اسلامی نبود، ملی تنها بود، به اسلام کاری نداشتند و از این جهت نتوانستند کاری انجام بدهند.»
در جایی دیگر در مورد ابوالقاسم کاشانی می‌گوید:
«ما در زمان خودمان هم آقای کاشانی را دیدیم. آقای کاشانی از جوانی در نجف بودند و یک روحانی مبارز بودند… در ایران هم که آمدند، تمام زندگیشان صرف همین معنا شد و من از نزدیک ایشان را می‌شناختم… [آنها] دیدند که اگر چنانچه یک روحانی در میدان باشد، لابد اسلام را در کار می‌آورد، این حتمی است و همین‌طور هم بود. از این جهت شروع کردند به جوسازی… من خودم در یک مجلسی بودم که مرحوم کاشانی وارد شد در آن مجلس، مجلس روضه بود، هیچ‌کس پا نشد، من پا شدم و یکی از علمای تهران که الان هم هستند و من جا دادم به ایشان. این جو را درست کرده بودند برای آقای کاشانی که دیگر از منزلش نمی‌توانست بیرون بیاید. در یک اتاقی محبوس بود در منزلش، طوری‌که نمی‌توانست بیرون بیاید. چند دفعه هم گرفتند چه کردند، آنجا هم شکست دادند، مسلمین را شکست دادند.»
در هر حال خمینی را می‌توان از مدافعان مهم نهضت ملی‌شدن نفت در حوزه به‌شمار آورد. حمایت او از کاشانی و تلاش‌های پیگیرش برای رهایی فدائیان اسلام از زندان و اعدام، تا حدی بود که برای موقعیت علمی او در حوزه خطرآفرین شد و یکی از موارد اصلی اختلافات میان او و بروجردی را به‌وجود آورد.
در مورد فدائیان اسلام نیز، خمینی همراه با چند تن از مجتهدان قم تلاش بسیار زیادی کردند تا مانع اجرای حکم اعدام آن‌ها شوند. حتی خمینی برای فشار آوردن به حکومت نزد بروجردی رفت و از او درخواست کرد که حکومت را از اجرای حکم اعدام نواب صفوی و یارانش بازدارد، اما این تلاش‌ها نتیجه نداد و نواب صفوی همراه با چند تن دیگر که هسته‌های اصلی فدائیان اسلام محسوب می‌شدند توسط حکومت اعدام شدند.

## آغاز مبارزات
اولین دورهٔ فعالیت‌های سیاسی خمینی از نظر اهمیت و تأثیرگذاری مستقیم، مربوط به سال‌های پس از شهریور ۱۳۲۰، یعنی خروج رضاشاه از کشور و جانشینی فرزندش محمدرضا به‌عنوان شاه ایران است. در آن زمان و در سال‌های نخستین حکومت محمدرضا شاه، روحانیت شیعه تا حد بسیار زیادی در انزوا و گوشه‌نشینی به سر می‌برد. از یک طرف کمونیست‌ها و نویسندگان لائیک ، اساس دین و دین‌داری را با شبهات فکری مواجه ساخته‌بودند و از سوی دیگر به دلیل شرایط خاص اعمال شده از سوی حکومت، مجالی برای فعالیت‌های آشکار دینی باقی نمانده بود. در همین راستا چند کتاب علیه اسلام به چاپ رسید که مؤلف یکی از آن‌ها، علی‌اکبر حکمی‌زاده فرزند حاج شیخ مهدی قمی بود. کتاب او اسرار هزارساله نام داشت که خمینی در پاسخ به آن در سال ۱۳۲۲ کتاب کشف‌الاسرار را نوشت که محتوای آن را می‌توان دفاع از اسلام و پاسخی به نقدهای حکمی‌زاده بر این دین دانست. این کتاب را، که خمینی برای نوشتن آن مدتی درس‌های رسمی خود را تعطیل کرد، می‌توان اولین نوشتهٔ قرن ۱۳۰۰ دانست که به‌طور صریح و جدی، اساس حکومت اسلامی را طرح و از آن دفاع کرده‌است. هم‌چنین می‌توان آن را هم به دلیل طرح حکومت دینی و هم به دلیل انتقادهای صریح خمینی از حکومت آن زمان، از سیاسی‌ترین کتاب‌های او و نیز آثار آن دوران به‌شمار آورد.
در کنار این قبیل نوشته‌ها، نارضایتی او از حکومت آن زمان در اشعارش نیز پیدا بود. او در یک رباعی که در آن زمان سرود چنین می‌گوید:
| از جور رضاشاه کجا داد کنیم     |  | زین دیو، برکه ناله بنیاد کنیم    |
| آن دم که نفس بود، ره ناله ببست |  | اکنون که نفسی نیست که فریاد کنیم |

در ۱۵ اردیبهشت ۱۳۲۳، خمینی با انتشار یک اعلامیه برای نخستین بار به صورت عمومی به یک موضع‌گیری سیاسی پرداخت. این اعلامیه که اولین اعلامیهٔ سیاسی او محسوب می‌شد، خطاب به علمای اسلام و ملت ایران نوشته شد. او در آن همگان را به اتحاد و حساسیت نسبت به اوضاع سیاسی کشور دعوت کرده و از مسلمانان ایران و جهان اسلام درخواست کرده بود که در مقابل آنچه او ظلم و ستم قدرت‌های بیگانه و هم‌پیمانان آن‌ها خوانده بود اقدام کنند. خمینی اعلانیهٔ خود را با استناد به این آیه از قرآن آغاز کرده‌بود: «قُلۡ إِنَّمَآ أَعِظُکُم بِوَٲحِدَةٍۖ أَن تَقُومُواْ لِلَّهِ مَثۡنَیٰ وَفُرَٲدَیٰ ثُمَّ تَتَفَکَّرُواْۚ - بگو من فقط به شما یک اندرز می‌دهم که دو دو و به تنهایی برای خدا به پا خیزید سپس بیندیشید» این آیه همان آیه‌ای است که در کتاب منازل السائرین انصاری – کتابی که شاه‌آبادی با خمینی کار کرده بود – و در ابتدای بخشی که به «بیداری» اختصاص داشت (باب‌الیقظه) آورده شده‌بود. در این‌جا منظور خمینی از «به‌پا خواستن»، تحول فردی و اجتماعی مردم در بعد معنوی و سیاسی، و نیز مبارزه با سستی در دین و هم‌چنین فساد در جامعه بود.
او در بخشی از این بیانیه چنین می‌گوید: «امروز، روزی است که نسیم روحانی وزیدن گرفته و برای قیام اصلاحی بهترین روز است، اگر مجال را از دست بدهید و قیام برای خدا نکنید و مراسم دینی را عودت ندهید، فرداست که مشتی هرزه‌گرد و شهوتران بر شما چیره و تمام آیین و شرف شما را دستخوش اغراض باطله خود کنند.»

### نگارش کشف‌الاسرار
روحیهٔ مبارزه‌طلبی و عدم تمرد خمینی الهام‌بخش اولین اثر منتشرشده توسط او، یعنی کشف‌الاسرار (تهران، ۱۳۲۴ هجری شمسی) شد. گفته می‌شود که او به دلیل احساس نیاز و ضرورت وجود این کتاب، اصرار زیادی برنوشتن و چاپ هر چه سریع‌تر آن داشته‌است، به‌گونه‌ای که مدت زمانی که طول کشید تا او کتاب را کامل کند تنها چهل‌وهشت روز بود. این واقعیت که در همان سال اول انتشار، کتاب به چاپ دوم رسید نشان می‌داد که خمینی در این زمینه درست فکر می‌کرده‌است.
هدف اصلی خمینی در نوشتن این کتاب، رد مطالب کتاب اسرار هزارساله از علی‌اکبر حکیم‌زاده بود که در آن به وجود نیاز بر بازنگری و اصلاح اسلام شیعی اشاره کرده‌بود. در آن دوران هم‌چنین حملات مشابه دیگری علیه مذهب شیعه صورت گرفته بود که از آن میان می‌توان به کتاب شریعت از سنگلجی، از طرفداران وهابیت، و مطالب احمد کسروی، تاریخ‌دان و متفکر آن زمان، اشاره کرد. آن‌ها به مواردی هم‌چون عزاداری شیعیان در ماه محرم، زیارت مقبره‌های ائمه توسط شیعیان و دعا و در خواست مستقیم از امامان به وسیلهٔ شیعیان انتقاد کرده‌بودند که خمینی در کتاب خود به تمامی این موارد واکنش نشان داد. او حملات آن‌ها به مذهب شیعه را به سیاست‌های ضددینی رضاشاه مرتبط کرد و از حکومت پهلوی به دلیل آنچه که «تلاش برای از بین بردن اخلاق عمومی» خوانده‌بود شدیداً انتقاد کرد. اما با این حال، او در این انتقادها خواستار تغییر نظام پادشاهی نشد و صرفاً پیشنهاد داد که گروهی از مجتهدین لایق و شایسته مأمور شوند تا پادشاهی را برگزینند که «از قوانین خداوند تجاوز نکند و از ستم و اعمال نادرست دوری کرده و به مال، جان و ناموس مردم نیز تعدی نکند.»
این مشروعیت‌بخشی به نظام پادشاهی نیز از دید خمینی تا زمانی ادامه می‌یافت که «نظام مناسب‌تری نتواند جایگزین شود.» این احتمال وجود دارد که «نظام مناسب‌تر» در ذهن خمینی در آن زمان و در سال ۱۳۲۳، همان ولایت فقیه بوده که سال‌ها بعد و پس از انقلاب اسلامی، به‌عنوان نظام رسمی ایران برقرار شد.

## واکنش به تشکیل دولت اسرائیل
از دیگر اقدامات سیاسی او در سال‌های نخستین حکومت محمدرضا شاه، محکومیت دولت تازه‌تأسیس اسرائیل بود. دولت اسرائیل سال ۱۳۲۷ رسماً اعلان موجودیت کرد و در همان سال خمینی اعلامیه‌ای در مخالفت با تشکیل این دولت در سرزمین‌های فلسطینی صادر کرد.
او که از نخستین کسانی محسوب می‌شد که در مورد اسرائیل به اظهارنظر می‌پرداخت، با مردم دربارهٔ آنچه که «خطر صهیونیسم» می‌خواند سخن گفت: «وای بر این مملکت. وای بر این هیئت حاکمه. وای بر این دنیا. وای بر ما. وای بر این علمای ساکت. وای بر این نجف ساکت، این قم ساکت، این تهران ساکت، این مشهد ساکت. این سکوت مرگبار، اسباب این می‌شود که زیر چکمهٔ اسرائیل به دست همین بهایی‌ها، این مملکت ما، این نوامیس ما پایمال بشود. وای بر این اسلام. وای بر این مسلمین. ای علما، ساکت ننشینید. نگویید الان مسلک شیخ… والله اگر شیخ حالا بود، تکلیفش این بود، امروز سکوت، همراهی با دستگاه جبار است…»

## درگذشت بروجردی و تغییر رویهٔ خمینی
خمینی در زمان ریاست بروجردی بر حوزه، بیشتر بر تدریس و آموزش متمرکز بود تا هرگونه فعالیت سیاسی. در آن زمان، او که اصول فقه را آموزش می‌داد، شاگردانی را به دور خود جمع کرده‌بود که بعدها در فعالیت‌های سیاسی او که در پایان منجر به سقوط حکومت پهلوی شد، تبدیل به یاران اصلی او شدند. جز مرتضی مطهری و حسینعلی منتظری، جوانانی مانند محمدجواد باهنر و اکبر هاشمی رفسنجانی نیز از آن جمله بودند.
در سال ۱۳۲۵، او آغاز به تدریس دروس خارج فقه با استفاده از کتاب «کفایة الاصول» از آخوند محمدکاظم خراسانی کرد. کلاس او که در آغاز با کمتر از سی طلبه آغاز شده‌بود، در مدت زمان اندک با چنان محبوبیتی روبه‌رو شد که در سومین باری که ارائه می‌شد، تعداد شنوندگان به حدود پانصد نفر رسیده‌بود. طبق گفتهٔ برخی از شرکت‌کنندگان آن کلاس، تفاوت اصلی کلاس خمینی با کلاس‌های دیگری که در قم حول همین موضوع برگزار می‌شد، روحیهٔ مبارزه‌طلبی و ظلم‌ستیزانه‌ای بود که خمینی به شاگردانش تزریق می‌کرد. در کنار این موضوع، توانایی او در مرتبط کردن فقه به موضوعات مهم دیگر در اسلام، نظیر مسائل مربوط به اخلاق، عرفان، فلسفه، سیاست و اجتماع، از دیگر دلایل افزایش محبوبیت کلاس‌های او بود.
بعد از وفات بروجردی در تاریخ دهم فروردین ۱۳۴۰ رویکرد خمینی نسبت به مسائل آغاز به تغییر کرد. گفته می‌شود که او علی‌رغم استقبال حوزه علمیه و مردم کوچک‌ترین تلاشی برای مرجعیت خود انجام نداد. این در حالی بود که تحریر فتوای او بر تمام ابواب کتاب «عروه الوثقی» ۵ سال قبل از درگذشت بروجردی پایان یافته بود و در همین سال‌ها نیز حاشیهٔ او بر کتاب «وسیله النجاه» – به عنوان رسالهٔ علمیه – نگارش یافته بود.
او که در آن زمان به‌عنوان یکی از جانشین‌های بروجردی برای رهبری شیعیان مطرح بود، به انتشار بخشی از نوشته‌های خود در زمینهٔ فقه پرداخت که کتاب توضیح‌المسائل در همین راستا توسط او به چاپ رسید. هم‌چنین وی از نظر اعتبار به درجه‌ای رسیده بود که توسط بسیاری از شیعیان ایرانی به‌عنوان مرجع تقلید انتخاب شده بود. گرچه این‌طور به نظر می‌رسید که او اهداف عمیق‌تری نسبت به تبدیل شدن به یک مرجع تقلید معمولی در سر داشته‌است.

## انجمن‌های ایالتی و ولایتی
بعد از کودتای ۲۸ مرداد در سال ۱۳۳۲، سلطهٔ آمریکا بر ایران گسترش یافت و این کشور در دربار شاه نفوذ زیادی پیدا کرد. آمریکا در آن زمان در پی این بود که اصلاحاتی در کشورهای جهان سوم به‌وجود آورد که هدف اصلی آن خنثی کردن التهابات سیاسی و ثبات حکومت‌های موافق سیاست‌های این کشور بود. از جمله این اقدامات در ایران، دادن پست نخست‌وزیری به افرادی مانند جعفر شریف‌امامی، علی امینی و اسدالله علم بود. گفته می‌شود در زمان نخست‌وزیری امینی، او پس از درگذشت بروجردی برای جلب همراهی علماء به قم سفر کرده و با چند تن از علماء حوزه، از جمله خمینی، دیدار می‌کند. خمینی در آن دیدار انتقادات و توصیه‌هایی را به نخست‌وزیر می‌کند که امینی سال‌ها بعد، آن‌ها را «بسیار روشنفکرانه» قلمداد می‌کند.
محمدرضا شاه نیز بعد از کودتا، دست به مجموعه اقداماتی زد تا موقعیت حکومت را مستحکم‌تر کرده و با حذف مخالفین بالقوه و بالفعل در کشور، الگوی آمریکایی‌ها را در ایران پیاده کند که نتیجهٔ آن، سلطهٔ بیشتر آن‌ها بر اقتصاد کشور بود.
جانشین علی امینی در پست نخست‌وزیری، اسدالله علم بود. در تیرماه ۱۳۴۱ لایحهٔ انجمن‌های ایالتی و ولایتی در کابینهٔ او به تصویب رسید. به نظر می‌رسید یکی از اهدافی که این لایحهٔ اصلاح‌طلبانه دنبال می‌کرد، مبارزه با نفوذ دین در میان مردم کشور بود، به‌گونه‌ای که بر طبق آن، سه شرط «مسلمان بودن»، «سوگند به قرآن» و «مرد بودن» در مورد رأی‌دهندگان و انتخاب‌شوندگان – که از شرایط سنتی و عمومی در انتخابات آن دوران محسوب می‌شد – حذف شده‌بود.
بعد از تصویب این لایحه، به دعوت خمینی در منزل عبدالکریم حائری جلسه‌ای با حضور علمای طراز اول قم برگزار شد. در این جلسه، خمینی، که این طرح را زمینه‌ای برای نفوذ بهائیت به عرصه‌های مختلف کشور می‌دانست، با گلپایگانی و برخی مراجع دیگر رایزنی کرده و سرانجام تصمیم بر آن شد که تلگرافی به شاه ارسال کرده و در آن مخالفت مراجع قم را با این مصوبهٔ دولت ابراز کنند. هم‌زمان با آن، پیام‌هایی نیز به علمای مراکز و شهرهای دور و نزدیک ارسال کردند.
خمینی خود به شاه و نخست‌وزیر وقت تلگراف فرستاد و نسبت به سرپیچی از قوانین اسلام و قانون اساسی مصوب سال ۱۲۸۶ هشدار داد و به آن‌ها اخطار داد در صورت عدم لغو این قانون، علماء دست به اعتراض خواهند زد. او برای نخست‌وزیر نوشت: «این جانب مجدداً به شما نصیحت می‌کنم که به اطاعت خداوند متعال و قانون اساسی گردن نهید و از عواقب وخیمهٔ تخلف از قرآن و احکام علمای ملت و زعمای مسلمین و تخلف از قانون اساسی بترسید و عمداً و بدون موجب مملکت را به خطر نیندازید و الا علمای اسلام دربارهٔ شما از اظهار عقیده خودداری نخواهند کرد.»
به دنبال این اقدامات، حکومت شاه به تهدید روحانیت و تبلیغات علیه آن‌ها روی آورد و حتی علم صراحتاً گفت: «دولت از برنامهٔ اصلاحی که در دست اجرا دارد عقب‌نشینی نمی‌کند.»
اما پیام‌ها و اقدامات خمینی و دیگر علمای قم، موجب شده‌بود که جنبش مخالفت با لایحهٔ انجمن‌های ایالتی و ولایتی که به «جنبش دوماهه» شهرت پیدا کرده بود، در میان مردم حامیان زیادی پیدا کند و این باعث افزایش فشار به حکومت شاه می‌شد. سرانجام پس از دو ماه کشمکش، شاه و دولت به دادن پاسخ‌های مساعد به علمای قم تن دادند. این پاسخ‌های مکتوب در قالب عقب‌نشینی و دل‌جویی از علمای قم نوشته شده‌بود، اما در هیچ‌کدام از آن‌ها نامی از خمینی، که بنیان‌گذار نهضت دوماهه محسوب می‌شد، دیده نمی‌شد. خمینی پس از آن نیز به مخالفت خود ادامه داد و از دولت خواست طی یک بیانیهٔ رسمی لایحهٔ انجمن‌های ایالتی و ولایتی را لغو و خبر آن را منتشر کند. در آن زمان بعضی از علمای حوزهٔ علمیه موضع دولت را قانع‌کننده تشخیص داده‌بودند و خواستار پایان دادن به نهضت دوماهه شده‌بودند.
در همان حال، خمینی خطاب به مردم نوشت: «ملت مسلمان تا این خطرها رفع نشود، سکوت نمی‌کند و اگر کسی سکوت کند در پیشگاه خداوند قادر متعال مسئول و در این عالم محکوم به زوال است… ملت مسلمان و علمای اسلام زنده و پاینده هستند و هر دست خیانتکاری که به اساس اسلام و نوامیس مسلمین دراز شود، قطع می‌کنند.» او این سخنان را در پاسخ به اصناف تهران که از او دربارهٔ مصاحبهٔ رادیویی علم پرسیده بودند نوشت. او هم‌چنین در این‌باره گفت: «به نظر اینجانب مصاحبهٔ آقای نخست‌وزیر به هیچ‌وجه ارزش قانونی نداشت و نظر این جانب را تأمین ننمود… زیرا چیزی که در هیئت وزیران تصویب شد به امضای آقای نخست‌وزیر لغو نمی‌شود و به قوت خود باقی است.»
او در همان نامه برای اولین بار نسبت به خطر صهیونیسم و صهیونیسم‌گرایان داخلی هشدار می‌دهد و از همگان می‌خواهد که در مقابل نفوذ صهیونست‌ها به اقتصاد و سیاست کشور بایستند: «قرآن کریم و اسلام در معرض خطر است، استقلال مملکت و اقتصاد آن در معرض قبضهٔ صهیونیستهاست که در ایران به [صورت] حزب بهایی ظاهر شدند و مدتی نخواهد گذشت که با این سکوت مرگبار مسلمین تمام اقتصاد این مملکت را با تأیید عمال خود قبضه می‌کنند و ملت مسلمان را از هستی در تمام شئون ساقط می‌نمایند.»
سرانجام دولت علم تسلیم خواست علماء و مردم شد و لایحهٔ انجمن‌های ایالتی و ولایتی در جلسهٔ هفتم آذر ۱۳۴۱ در هیئت دولت لغو و خبر آن کتباً به مراجع قم ابلاغ شد. خمینی در نشستی با علمای قم، لغو این لایحه پشت درهای بسته را کافی ندانست و به نمایندگی از مراجع وقت، خواهان آن شد که خبر لغو آن به‌طور رسمی و علنی اعلام شود. در نتیجهٔ این درخواست، فردای آن روز خبر لغو این لایحه در روزنامه‌های دولتی انعکاس یافت و ماجرای لایحهٔ انجمن‌های ایالتی و ولایتی پایان یافت.
خمینی بعد از این ماجرا در سخنانی گفت: «در این دو ماه که این پیشامد کرد، شب‌هایی شد که من دو ساعت خواب کردم… باز اگر دیدیم شیطانی از خارج متوجه ملکت باشد، ما همین هستیم و دولت همان… نصیحت از واجبات است… از شاه گرفته تا این آقایان، تا آخر مملکت، همه را باید علمأ نصیحت کنند.»
می‌توان گفت ماجرای انجمن‌های ایالتی و ولایتی در واقع به بهانه‌ای برای طرح اساسی‌ترین مطالبات علماء از دولت وقت تبدیل شد و مسائل و مشکلاتی که خمینی در این ماجرای کوتاه مطرح کرد، بسیار کلی‌تر و مهم‌تر از موضوع خود لایحه بود. علاوه بر این، این ماجرا او را به‌عنوان یک صدای مخالف دربرابر شاه بیش‌ازپیش مطرح کرد. اگرچه پیش از این ماجرا نیز خمینی به‌عنوان عالم و مرجعی مهم نزد دیگران شناخته شده بود، اما می‌توان گفت که پس از آن، شخصیت رهبرگونه و مبارز او نزد مردم بیشتر شناخته شد و در نتیجه این ماجرا را می‌توان به‌عنوان سرآغازی بر نهضتی دانست که چند سال بعد موجب سرنگونی حکومت پهلوی شد.

## طرح انقلاب سفید
بعد از پایان ماجرای لایحهٔ انجمن‌های ایالتی و ولایتی، در دی‌ماه ۱۳۴۱ طرحی جدید و این بار توسط خود شاه با عنوان «انقلاب سفید» یا «انقلاب شاه و میهن» با اصولی شش‌گانه اعلام شد. این طرح که به تشویق آمریکا مطرح شده‌بود، تلاشی بود تا حکومت شاه را به‌نوعی آزادی‌خواه و مترقی نشان دهد. گفته می‌شود شاه معتقد بود شکست طرح انجمن‌ها به آن دلیل بود که دولت و نه شاه عهده‌دار آن بوده‌است. او امیدوار بود که در مورد این طرح، کسی جرأت ابراز نظر مخالف نداشته‌باشد.
معروف‌ترین بند این اصول شش‌گانهٔ انقلاب سفید، القای رژیم ارباب و رعیتی بود. این اصول از داخل و خارج مورد حمایت‌های بسیاری قرار گرفت. از طرفی آمریکا آن را موافق اهداف خود می‌دانست و به‌همین دلیل در پی تحقق آن از هیچ کمکی به شاه دریغ نمی‌کرد. از طرف دیگر، در داخل کمونیست‌ها این تحول را هماهنگ با مراحل دیالکتیک خود می‌دیدند و این تغییرات را همان انتقال مرحلهٔ فئودالیته به سرمایه‌داری و پس از آن، ظهور کمونیسم دانستند. این برداشت باعث موافقت شوروی و احزاب آن با این طرح و حمایت آن‌ها از آن شده‌بود.
شاه در دی‌ماه ۱۳۴۱ اصول شش‌گانهٔ اصلاحات خود را اعلام کرد و از مردم درخواست کرد که در ۶ بهمن همان سال به پای صندوق‌ها آمده و به‌آن رأی بدهند. در پی آن، خمینی گروهی از علماء و مراجع قم را به تشکیل جلسه‌ای با هدف بررسی این موضوع دعوت کرد. در آن جلسه مقرر شد که  روح‌الله کمالوند به نمایندگی از مراجع قم با شاه مذاکره کند و انگیزهٔ او را از این اصلاحات جویا شود.
```
کمالوند بعد از بازگشت از تهران نتیجهٔ گفتگوهای خود را با شاه به علمای قم و شخص خمینی بیان کرد. از صحبت‌های او این‌طور برمی‌آمد که آن اصلاحات برای شاه بسیار مهم و سرنوشت‌ساز بود.
[
۱۷
]
 شاه در اهمیت این انقلاب به کمالوند گفته‌بود:
[
۵۵
]
 «اگر آسمان به زمین بیاید و زمین به آسمان برود، من باید این برنامه را اجرا کنم، زیرا اگر نکنم از بین می‌روم و کسانی روی کار می‌آیند و به این کارها دست می‌زنند که نه تنها هیچ اعتقادی به شما و مرام و مسلک شما ندارند، بلکه مساجد را بر سر شما خراب خواهندکرد و شما را نیز از بین خواهندبرد.»
```

شاه هم‌چنین در بخش دیگری از صحبت‌های خود خطاب به کمالوند می‌گوید: «[در صورتی که] روحانیون با این برنامهٔ اصلی موافقت کنند و به کارشکنی و مخالفت دست نزنند، اطمینان می‌دهم که هر پیشنهاد و خواسته‌ای که دربارهٔ روحانیت داشته باشند، برآورده سازم.»
ظاهراً خمینی از لحن این پیام این‌گونه برداشت می‌کند که این اصلاحات بیش از هر چیز به سود شاه و سلطنت او است. از طرف دیگر، حامیان این طرح او را به این نتیجه می‌رساند که با اجرای اصول انقلاب سفید، زمینه برای نفوذ بیشتر آمریکا و اسرائیل به ایران مساعدتر می‌شود. بنابراین در نشست بعدی علمای قم، خمینی خواهان تحریم همه‌پرسی می‌شود. اما اعضای دیگر جلسه با این درخواست موافقت نمی‌کنند. خمینی به بیان‌های مختلف حاضران در جلسه را با عقیدهٔ خود همراه می‌کند و سرانجام فتوای تحریم را از آن‌ها می‌گیرد. او در بیانیه‌ای در تاریخ دوم بهمن، چهار روز پیش از برگزاری همه‌پرسی، آن را «اجباری» و «مخالف اسلام و قانون اساسی» قلمداد می‌کند. پس از انتشار این بیانیه بازار تهران تعطیل شد و دانشجویان دانشگاه تهران دست به راهپیمایی‌های اعتراض‌آمیز زدند. در پی آن، پلیس مجبور به مداخله شد و جمعی از دانشجویان را مجروح و برخی از آنان را دستگیر کرد.
شاه که نام این اصلاحات خود را «انقلاب سفید» گذاشته‌بود به هیچ‌وجه مایل نبود تا در آستانهٔ همه‌پرسی دست به خشونت و شدت عمل بزند. این کار می‌توانست فلسفهٔ انقلاب او را که آن را «سفید» و «تصویب‌شدهٔ ملی» نامیده‌بود زیر سؤال ببرد. به‌همین دلیل، او تصمیم گرفت شخصاً با اطلاع قبلی وارد قم شود و نظر موافق علمای دین در مورد برنامه‌های خود را بگیرد. می‌توان این حرکت او را تقلیدی از حرکت پدرش، رضاشاه دانست، که در سال ۱۳۰۷ در حرکتی مشابه راهی قم شد تا از نردیک علمای معترض را قانع کند. او دو روز بعد از اعلامیهٔ خمینی، راهی قم شد. باوجود تلاش‌های بسیاری که کارگزاران حکومت در شهر قم کردند، در آن زمان هیچ‌گونه استقبالی از جانب روحانیت نسبت به شاه به عمل نیامد. خمینی حتی مردم را از رفت‌وآمد در شهر منع کرده‌بود و از آن‌ها درخواست کرده‌بود در روز چهارم بهمن در خیابان‌های شهر ظاهر نشوند. نه‌تنها مردم و روحانیون به استقبال شاه نرفتند، بلکه حتی تولیت آستان مقدسهٔ حضرت معصومه نیز آن روز به استقبال شاه نرفت و این برای شاه که می‌دانست تولیت آستانهٔ مقدسه، باید به نوعی کارگزار حکومت نیز باشد، به هیچ‌وجه رضایت‌بخش نبود.
این واقعیت را می‌توان در سخنرانی او در جمع مقامات محلی قم دریافت، جایی که در آن او روحانیت را «ارتجاع سیاه» و بدتر از آن، «ارتجاح سرخ» و «صد برابر خائن‌تر از حزب توده» و «مخالف اصلاحات» دانست و به‌شدت از آن انتقاد کرد.
روز ششم بهمن، همه‌پرسی با میزان مشارکتی که بسیار پایین گزارش شده‌است انجام شد. درحالی که این‌گونه به‌نظر می‌رسید که مردم اغلب شهرها آن را تحریم کرده‌باشند، رسانه‌های دولتی خبر از تصویب آن با اکثریت آراء را دادند؛ ۵٬۶۰۰٬۰۰۰ رأی موافق در مقابل ۴۱۵۰ رأی مخالف. پس از اعلام این نتایج، پیام‌های تبریک فراوانی از سوی کشورهای غربی و برخی کشورهای منطقه به‌سوی شاه فرستاده‌شد. جان اف. کندی، رئیس‌جمهور وقت آمریکا، از این انتخابات به‌عنوان «انتخابات تاریخی» یاد کرد و طی پیامی به شاه اطمینان داد که از این پس می‌تواند کمک‌های بیشتری از آمریکا دریافت کند. روزنامه‌های آمریکا نیز به تمجید از شاه پرداختند و او را بیش از هر زمان دیگری مستحق حمایت و کمک‌های مادی و معنوی دانستند. مطبوعات غربی، تصویب ملی اصول شش‌گانه را یک «اقدام انقلابی» و رسانه‌های دولت شوروی آن را بخشی از مبارزه با نظام فئودالی خواندند.
بعد از انتخابات، خمینی اعتراضات خود را با انتشار بیانیه‌ای که به امضای هشت تن از علمای دیگر نیز رسیده‌بود، ادامه داد. او در آن اعلامیه، به بیان موارد مختلفی که معتقد بود شاه در آن‌ها قوانین را نقض کرده‌است پرداخت و از گسترش فساد اخلاقی در کشور شکایت کرد و او را متهم به اطاعت و فرمان‌برداری از آمریکا و اسرائیل کرد. او بیان داشت که راه‌حل این مناقشه را در «برکناری دولت ظالم وقت به جرم نقض قوانین اسلام و نادیده‌گرفتن قانون اساسی» می‌بیند و خواستار آن است که دولتی جایگزین دولت فعلی شود که «به اسلام وفادار باشد و دغدغه‌اش ملت ایران باشد.» او هم‌چنین در بیانیه‌ای «سقوط کشاورزی و استقلال کشور» و «ترویج فساد و فحشا» را به‌عنوان نتایج قطعی اصلاحات شاه پیش‌بینی کرد.
۸ بهمن آن سال برابر بود با آغاز ماه رمضان، و خمینی در آن ایام به مردم ایران پیشنهاد کرد که در آن سال، مراسم نماز جماعت و سخنرانی در مساجد تعطیل شود و مردم برای اعلام انزجار از شاه و برنامه‌های او، دست به مبارزات منفی بزنند. در روز عید فطر همان سال، خمینی برای مردمی که از راه‌های دور و نزدیک به دیدار او آمده‌بودند سخنرانی مهمی‌کرد و در آن شاه را به تمکین در برابر اسلام و علماء فراخواند. شاه نیز در ۲۳ اسفند آن سال در سخنانی تند، کسانی را که همه‌پرسی را تحریم کرده‌بودند به سرکوب و شدت عمل تهدید کرد. خمینی به‌منظور پیشگیری از اقدامات شاه و گستراندن دامنهٔ انقلاب به لایه‌های مختلف جامعه و نیز به نشانهٔ اعتراض نسبت به تصمیمات دولت، نوروز سال جدید، یعنی ۱۳۴۲ را عزای عمومی اعلام کرد. این تصمیم که طی بیانیه‌ای انتشار یافت، گام مهم دیگری از جانب او در جهت همراه کردن مردم در مخالفت با شاه محسوب می‌شد.
او در این بیانیه از انقلاب سفید شاه به «انقلاب سیاه» تعبیر کرد و آن را هم‌سو با اهداف آمریکا و اسرائیل دانست.

## رویداد مدرسه فیضیه
روز دوازدهم فروردین سال ۱۳۴۲، مصادف بود با ۲۵ شوال ۱۳۸۳ هجری قمری، سالگرد وفات جعفر صادق و مطابق معمول، مجالس بسیاری به همین مناسبت در قم برگزار شده‌بود. منزل خمینی در محلهٔ «یخچال قاضی» میزبان عزاداران بسیاری بود که گرد او جمع شده و مشغول عزاداری بودند. گفته می‌شود غیر از عزاداران، شماری از مأموران مخفی با لباس شخصی نیز جزء جمعیت بوده و اوضاع را کنترل می‌کردند و حتی گاهی سخنی می‌گفتند یا رفتاری نشان می‌دادند که نشان از تلاش آن‌ها برای به راه‌اندازی اغتشاش و هیاهو در مجلس داشت. طبق ادعای برخی منابع، این عده – که تماماً متشکل از کماندوهای نظامی بودند، با لباس کشاورزان و در حالی که به چاقو و چوب مسلح بودند، صبح آن روز به وسیلهٔ چند دستگاه اتوبوس شرکت واحد از تهران وارد قم شدند و به‌همراه تعداد زیادی سرباز و نیروهای ویژهٔ شهربانی در اطراف حرم فاطمه معصومه و مدرسهٔ فیضیه حضور پیدا کردند.
خمینی، که لحظاتی پس از سخنرانی به مجلس وارد شده‌بود، متوجه افراد مشکوکی شد که از میان جمعیت سعی می‌کردند با فرستادن صلوات نظم مجلس را به هم بزنند؛ بنابراین یکی از روحانیون را احضار کرد و پیامی به او داد تا به مردم رسانده‌شود. در آن زمان صادق خلخالی به نمایندگی از خمینی به حاضران گفت: «چنانچه افرادی بخواهند اخلالگری کنند، حاج آقا روح‌الله به حرم مطهر خواهند رفت و در آنجا با مردم سخن خواهند گفت و مسائلی را که لازم بدانند به آگاهی مردم می‌رسانند.» این تهدید باعث بازگردانده شدن آرامش به مجلس و ادامهٔ برنامهٔ روضه و عزا شد.
عصر همان روز به دعوت  گلپایگانی، مجلسی در مدرسهٔ فیضیه برگزار شد. گروهی آشوب‌گر که عمدتاً از تهران آمده بودند و پیش از ظهر موفق به برهم زدن مجلس خمینی نشده‌بودند، در فیضیه حضور پیدا کردند و با همان شیوه موفق به ایجاد اغتشاش در مدرسه شدند. در اواسط سخنرانی، این عده وارد شدند و مردم و طلاب را مورد حمله قرار دادند. زد و خورد بین طلاب و مأمورین مخفی شاه شدت گرفت. طلاب با خراب کردن قسمتی از دیوار طبقهٔ دوم مدرسه و برداشتن آجرهای آن، به طرف مأمورین حمله بردند و موفق به عقب راندن آن‌ها شدند. در این هنگام، نیروهای مسلح و کماندوهای ارتش وارد درگیری شدند و گروه بسیاری از طلاب را زخمی و گلوله‌باران کردند و عده‌ای را نیز از پشت‌بام به زمین پرتاب کردند. گفته می‌شود مأمورین شاه برای تحریک بیشتر مردم و ایجاد فضای جنگی در مدرسه، شروع به هتاکی و توهین به مقدسات مذهب کردند. این درگیری‌ها تا ساعت هفت بعدازظهر ادامه داشت و در آن مأمورین شاه پس از وارد ساختن جراحت و قتل چند تن از روحانیون مدرسهٔ فیضیه، دست به خراب‌کاری در مدرسه زدند. آن‌ها لوازم شخصی طلاب، از کتاب‌ها گرفته تا لباس و اثاثیهٔ حجره‌ها، را به حیاط مدرسه ریختند و همه را آتش زدند.
آن‌طور که محمدتقی فلسفی در کتاب خاطرات خود می‌نویسد، کماندوهای حکومت در این حمله خشونت بسیاری از خود نشان دادند، به‌گونه‌ای که به طلاب بی‌دفاع با پنجه‌بوکس، میلهٔ آهنی، زنجیر و حتی شاخه‌های درختان فیضیه که شکسته بودند، حمله کرده و آن‌ها را مضروب و مجروح کردند. به گفتهٔ محمدتقی فلسفی، آن‌ها هم‌چنین عده‌ای را نیز از پشت‌بام فیضیه به رودخانه‌ای که از کنار آن می‌گذشت انداختند. بر اساس ادعای او، به دستور مستقیم سرهنگ مولوی، اجازهٔ رسیدگی به حال مجروحین در بیمارستان‌ها نیز داده نشد.
سپهبد مبصر، معاون رئیس شهربانی وقت، در خاطرات خود ضمن «کودکانه» و «نابخردانه» خواندن این اقدام، بیان می‌دارد که سربازان شرکت‌کننده در این مأموریت لباس‌های غیرنظامی پوشیده، اما فراموش کرده‌بودند کفش‌های خود را عوض کنند و همگی پوتین‌های خود را بر پا داشتند. به بیان او، آن‌ها پس از حمله به صف ایستادند و با سر دادن شعار «جاوید شاه»، ثابت کردند که یورش‌آورندگان به مدرسهٔ فیضیه سرباز و آن هم سرباز گارد شاهنشاهی بودند.

### واکنش‌های خمینی به ماجرا
گفته می‌شود در زمان حمله به فیضیه، خمینی برای حضور در مدرسه به راه افتاد، اما حاضران و نزدیکان او، ابتدا با اصرار به او از او درخواست کردند که از این تصمیم منصرف شود، چراکه به زعم آن‌ها تردیدی نبود مأموران شاه منتظر چنین فرصتی بودند و آمادگی انجام هرگونه اقدامی، حتی علیه مراجع، را نیز داشتند. آن‌ها سپس درهای منزل او را بستند و با این کار راه را برای خروج خمینی از منزل و هجوم مأمورین به داخل خانه مسدود کردند.
خمینی همان‌جا برای حاضران سخنرانی کرد و چنین گفت: «... عیب است برای کسانی که ادعای پیروی از حضرت امیر و امام حسین را دارند، در برابر این نوع اعمال رسوا و فضاحت‌آمیز دستگاه حاکمه، خود را ببازند. دستگاه حاکمه با ارتکاب این جنایت، خود را رسوا و مفتضح ساخت و ماهیت چنگیزی خود را به خوبی نشان داد. دستگاه جبار با دست زدن به این فاجعه، شکست و نابودی خود را حتمی ساخت…»
در این سخنرانی او از شخص شاه به‌عنوان عامل اصلی جنایت و هم‌پیمان با آمریکا و اسرائیل یاد می‌کند و از سکوت علمای قم و نجف و دیگر کشورهای اسلامی گلایه می‌کند و می‌گوید: «امروز سکوت، همراهی با دستگاه جبار است.»
روز بعد، خمینی بیانیه‌ای را با عنوان «شاه‌دوستی یعنی غارتگری» منتشر کرد که در تاریخ انقلاب جایگاه ویژه‌ای دارد. در این اعلامیه، او به محاکمهٔ حکومت شاه پرداخت و به صراحت از علما درخواست کرد که تقیه را رها کرده و به «اظهار حقایق» بپردازند. از معروف‌ترین جملات این اعلامیه، این است:
«من اکنون قلب خود را برای سرنیزه‌های مأمورین شما حاضر کرده‌ام، ولی برای قبول زورگویی‌ها و خضوع در مقابل جباری‌های شما حاضر نخواهم‌کرد.»
او در این بیانیه «تقیه» را در آن شرایط حرام دانست.
می‌توان گفت تا آن زمان رهبری نهضت هنوز در انحصار خمینی نبود و در واقع طیفی از مراجع و علما، نقش رهبری این قیام را ایفا می‌کردند که بسیاری از آن‌ها صحبت از تقیه و مدارا می‌کردند. اما خمینی با صدور بیانیهٔ «شاه‌دوستی یعنی غارتگری» فتوای حرمت تقیه و وجوب اظهار حقایق را صادر کرد و بعد از آن بود که اکثر توجهات مردم و مبارزان به سمت او جلب شد و در بیشتر تظاهرات و راهپیمایی‌ها از آن پس، شعار «درود بر خمینی» شنیده می‌شد.
پس از این وقایع، شاه، احتمالاً برای تحقیر و ایجاد تزلزل در حوزه، خدمت نظام وظیفه را برای طلاب جوان الزامی‌کرد. این کار، یعنی برتن کردن لباس نظامی و خدمت زیر پرچم شاهنشاهی برای طلابی که به کسوت روحانی درآمده بودند، بسیار دشوار و سخت بود. اما خمینی پیکی به سربازخانه‌ها فرستاد و از طلاب درخواست کرد که «تزلزل به خود راه ندهند» و «از این فرصت برای تقویت جسم و روح خود استفاده کنند.»
او خطاب به طلابی که به سربازخانه‌ها فرستاده شده‌بودند گفت: «شما سربازان امام زمان (عج) هستید. سربازان و درجه‌داران را نسبت به نظام رژیم آگاه نمایید و تعلیمات نظامی را با جدیت فراگیرید.»
دو روز پس از وقایع قم و حادثهٔ فیضیه، آیت‌الله‌العظمی حکیم، از نجف به علمای قم پیامی فرستاد و از آن‌ها خواست برای حفظ جان خود و رونق بخشیدن به حوزه‌های علمیه دسته‌جمعی به نجف مهاجرت کنند. این پیام که به معنای حمایت از مراجع قم و تأیید نهضت آن‌ها بود، عصبانیت شاه را برانگیخت. رئیس شهربانی قم به نمایندگی از او به خانهٔ مراجع رفت و از آنان خواست که «سکوت کنند» و «حوزهٔ علمیه را به سیاست آلوده نکنند».
یک ماه بعد در تاریخ دوازده اردیبهشت، خمینی در سخنرانی خود با اشاره به همین ماجرا گفت: «مردک می‌فرستد رئیس شهربانی را، رئیس این حکومت خبیث را می‌فرستد منزل آقایان - من راهشان ندادم. ای کاش راه داده‌بودم تا آن روز دهن‌شان را خرد کرده‌بودم – می‌فرستند منزل آقایان که اگر نفس‌تان در فلان قضیه درآید، اعلیحضرت! فرموده‌اند اگر نفس شما درآید، می‌فرستیم منزل‌هایتان را خراب می‌کنیم، خودتان را هم می‌کشیم، نوامیستان را هتک می‌کنیم.»
خمینی در پاسخ به تلگراف العظمی حکیم، بیان می‌کند که هجرت دسته‌جمعی علما و خالی کردن حوزهٔ علمیهٔ قم در آن مقطع به صلاح نیست و می‌گوید: «ما تکلیف الهی خود را - ان شاالله - ادا خواهیم‌کرد و به احدی‌الحسنیین نایل خواهیم شد: یا قطع دست خائنین از اسلام و قرآن کریم یا جوار رحمت حق - جل و علا: «انی لا اری الموت الاالسعادة ولاالحیوة مع‌الظالمین الا برما».»
او در چهلم حادثهٔ فیضیه، دولت آن زمان را محکوم کرد که به فرمان آمریکا و اسرائیل، خواهان از ریشه‌برکندن اسلام است و خود را مصمم به مبارزه با این امر نشان داد.

## سخنرانی روز عاشورا و دستگیری

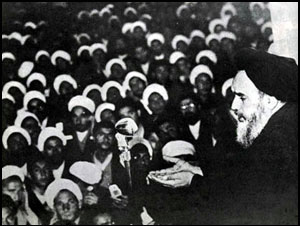
سخنرانی علیه شاه ۱۳ خرداد ۴۲

در فاصلهٔ میان حادثهٔ مدرسهٔ فیضیه و آغاز ماه محرم، یعنی ۲ فروردین تا ۴ خرداد ۱۳۴۲، مبارزات خمینی در قالب صدور اعلامیه‌های متعدد بود. اما با آغاز ماه محرم، اعتراضات رفته‌رفته به یک قیام تبدیل شد. در این ماه پرالتهاب، دانشجویان نیز همراه با مردمی که هم‌چنان نسبت به ماجرای فیضیه معترض بودند وارد عرصهٔ اعتراض و مخالفت شدند. با ورود آن‌ها به این عرصه شعارها نیز تغییر کرد و از «درود بر مصدق» به «سلام بر خمینی» تبدیل شد.
پیش از آغاز این ماه، حکومت – که احتمالاً از تأثیر احتمالی این ماه بر جریان اعتراضات آگاه بود – بسیاری از وعاظ و روحانیون را دعوت و آن‌ها را ملزم کرد که در محافل و مجالس، علیه شاه و اسرائیل سخن نگویند و «مرتب به مردم القا نکنند که اسلام در خطر است». خمینی در نشستی با مراجع و علمای قم، پیشنهاد کرد که در روز عاشورای آن سال، هر یک از آن‌ها برای مردم و عزاداران سخنرانی کرده و از «جنایات حکومت» پرده بردارند.
در روز ۱۳ خرداد آن سال، که هم‌زمان بود با روز عاشورا، جمعیت بسیار زیادی در تهران با در دست داشتن عکس‌هایی از خمینی، ناراحتی و نارضایتی خود را نشان دادند. در همین روز مردم تهران با نزدیک شدن به کاخ مرمر، محل استقرار شاه، برای نخستین بار شعار «مرگ بر دیکتاتور» را سر دادند.
عصر همان روز و در ساعت ۴ بعد از ظهر، خمینی با اعلان قبلی برای ایراد سخنرانی به طرف مدرسهٔ فیضیه رهسپار شد و به جمعیت عزاداران حاضر در مدرسه پیوست. او در آن‌جا، پس از بیان وقایع کربلا، حملهٔ مأموران حکومت به فیضیه را به واقعهٔ کربلا تشبیه کرد و آن حادثه را به تحریک اسرائیل دانست و حکومت شاه را نیز دست‌نشاندهٔ اسرائیل خواند. وی هم‌چنین با اشاره به هشدار حکومت به وعاظ مبنی بر عدم بدگویی از شاه و اسرائیل و عدم بیان این‌که اسلام در خطر است، گفت: «تمام گرفتاری‌ها و اختلافات ما در همین سه موضوع است… اگر ما نگوییم اسلام در خطر است آیا در معرض خطر نیست؟ اگر ما نگوییم شاه چنین و چنان است آیا این‌طور نیست؟ اگر ما نگوییم اسرائیل برای اسلام و مسلمین خطرناک است آیا خطرناک نیست؟ و اصولاً چه ارتباطی و تناسبی بین شاه و اسرائیل است که سازمان امنیت می‌گوید از شاه صحبت نکنید، از اسرائیل صحبت نکنید؟ آیا به نظر سازمان امنیت شاه اسرائیلی است؟»
او پس از یاد کردن از کشته‌شدگان ماجرای فیضیه و بیان سخنان مهمی علیه شاه و اسرائیل، توجه مردم را به روابط پنهانی شاه با اسرائیل جلب کرد و به‌طور قاطع گفت:
«آقا من به شما نصیحت می‌کنم، ای آقای شاه! ای جناب شاه! من به تو نصیحت می‌کنم؛ دست بردار از این کارها. آقا اغفال می‌کنند تو را. من میل ندارم که یک روز اگر بخواهند تو بروی، همه شکر کنند… اگر دیکته می‌دهند دستت و می‌گویند بخوان، در اطرافش فکر کن… ربط مابین شاه و اسرائیل چیست که سازمان امنیت می‌گوید از اسرائیل حرف نزنید… مگر شاه اسرائیلی است؟ نصیحت مرا بشنو، از روحانیت بشنو، از علمای اسلام بشنو. اسرائیل به درد تو نمی‌خورد. بدبخت، بیچاره!»
او در این سخنان، شاه را با یزید، خلیفهٔ اموی برابر دانست و و به او هشدار داد که اگر خودش راه خود را تغییر ندهد، روزی خواهد رسید که مردم به خاطر فرار او از کشور به شادی خواهند پرداخت.
این سخنان تند و تحقیرآمیز به‌وضوح موجب عصبانیت و خشم شاه می‌شد. به دستور او و در همان شامگاه ۱۴ خرداد، دستگیری‌های گسترده‌ای صورت گرفت و شمار بسیاری از یاران و نزدیکان خمینی روانهٔ زندان شدند.
ساعت ۳ بامداد ۱۵ خرداد، چندین کماندو در تاریکی شب و پس از محاصرهٔ بیت خمینی، به درون خانه ریختند و او را، حین خواندن نماز، دستگیر کرده و ابتدا به بازداشتگاه باشگاه افسران و سپس غروب روز بعد، به زندان قصر واقع در تهران بردند. آن‌طور که از خاطرات نزدیکان خمینی از این لحظات برمی‌آید، او در آن زمان بسیار خونسرد و آرام بود، به‌گونه‌ای که گفته می‌شود او پس از آن‌که متوجه اضطراب و دلهرهٔ سربازان شد، به دلداری آنان پرداخت و به حال آن‌ها ترحم کرد.

## قیام ۱۵ خرداد
بعد از انتقال خمینی به تهران، خبر دستگیری او ابتدا در قم و سپس در شهرهای دیگر به سرعت پیچید و واکنش‌هایی را به‌دنبال داشت. مردم در تهران، قم، شیراز، مشهد و ورامین به خیابان‌ها ریختند و شعارهایی نظیر «یا مرگ یا خمینی» سردادند. این قیام‌ها به شکل وسیعی توسط نظامیان شاه سرکوب شد، به‌طوری‌که حکومت در آن روز برای مقابله با معترضین وادار به استفاده از تانک و نیز دست زدن به خشونت بسیاری شد.
مأموران نظامی که در نقاط مرکزی و حساس شهرهای قم و تهران مستقر بودند به روی تظاهرکنندگان آتش گشودند. مردم نیز با چوب و سنگ به دفاع از خود پرداختند.
تیمسار حسین فردوست، از نزدیکان شاه، در کتاب خاطرات خود از به‌کارگیری تجربیات و همکاری زبده‌ترین مأمورین سیاسی و امنیتی آمریکا برای سرکوب تظاهرات و نیز سراسیمگی شاه و دربار و امرای ارتش و ساواک در این ساعات سخن گفته و توضیح داده‌است که چگونه شاه و فرمانده‌های ارتش پیاپی فرمان سرکوب صادر می‌کردند. شمار بسیاری از علمای شهرهای مشهد، اصفهان، قم و تبریز نیز به تهران آمدند و در این اعتراضات شرکت کردند. شرایط آماده‌باش در شهرها تا شش روز بعد و تا زمانی که اوضاع به‌طور کامل به حالت عادی نرسید ادامه داشت.
تظاهرات تا دو روز بعد از ۱۵ خرداد نیز ادامه یافت و موجب کشته و مجروح شدن عدهٔ زیادی شد. از مهم‌ترین رویدادهای این قیام، کشتار دهقانان کفن‌پوش ورامینی بود که به پشتیبانی از خمینی راهی تهران شده‌بودند. مأموران نظامی حکومت در سر پل باقرآباد با آن‌ها روبه‌رو شده و با سلاح‌های سنگین آن‌ها را قتل‌عام کردند.
قیام ۱۵ خرداد یکی از مهم‌ترین حوادث سال‌های منتهی به انقلاب اسلامی محسوب می‌شد. در این حادثه، خشونت به‌عمل آمده از ناحیهٔ حکومت و شخصیت معترض و مبارز خمینی جزء بارزترین مسائلی بود که بر همگان آشکار شد. این حادثه موجب شد که بسیاری از علما سکوت خود را بشکنند و به نهضت خمینی بپیوندند. هم‌چنین بعد از آن گروه‌های بسیاری از مردم به نهضت معترضین پیوستند و بسیاری نیز در این راه جان خود را از دست دادند. طیب حاج رضایی و اسماعیل رضایی دو نفر از افرادی بودند که در پی این حادثه توسط حکومت دستگیر و تیرباران شدند. آن دو جمعیت زیادی را از جنوب شهر تهران همراه خود به سمت مرکز آوردند و همراه با آن‌ها شعار «یا مرگ یا خمینی» سر دادند. پس از چندی هر دو دستگیر شده و در ۱۱ آبان همان سال، ۱۳۴۲، تیرباران شدند. شمار زیادی از هواداران و اطرافیان آن دو نیز به بندرعباس تبعید شدند.
شاه دو روز بعد از قیام ۱۵ خرداد و در یک سخنرانی، سخنان خمینی و تظاهرات مردم را به تحریک و پول بیگانگان و شخص جمال عبدالناصر دانست. هم‌چنین در همین راستا، رسانه‌های حکومت ادعا کردند که شخصی به نام عبدالقیس از بیروت و با هواپیما وارد فرودگاه مهرآباد شده و در گمرک فرودگاه حدود یک میلیون تومان پول از او به‌دست آمده و اعتراف کرده‌است که جمال عبدالناصر این پول‌ها را برای افراد معینی در ایران فرستاده‌است. این ادعا در داخل و خارج مورد انتقاد بسیاری واقع شد، چرا که حکومت هیچ دلیل و سندی در این خصوص ارائه نکرد.
یکی از تبعات حادثهٔ ۱۵ خرداد این بود که به‌نظر می‌رسید بعد از آن حکومت متوجه خطری که از ناحیهٔ روحانیون آن را تهدید می‌کرد، شد. در آن زمان ملی‌گرایان تهدید چندان جدی‌ای برای حکومت پهلوی محسوب نمی‌شدند، اما ظهور این جریان جدید به‌نظر می‌رسید خطر جدی‌تری برای شاه و حکومت‌اش ایجاد کند. او در کتاب «انقلاب سفید» ماهیت دینی و اسلامی قیام ۱۵ خرداد را انکار کرده و در مورد رهبر این قیام می‌گوید که او «ارتباط مرموزی با حزب توده داشته و آن‌ها بودند که مقام او را به‌اصطلاح معروف به عرش رساندند.»
این در حالی‌است که حزب توده به پیروی از سیاست کشور متبوعش، شوروی، این قیام را محکوم و آن را متهم به جانب‌داری از منابع فئودال‌ها کرد.

## آزادی خمینی و رویدادهای پس از آن
خمینی پس از دستگیری ابتدا به بازداشتگاه باشگاه افسران و سپس غروب روز بعد، به تهران منتقل و در زندان قصر محبوس شد. او در ادامه، پس از ۱۹ روز حبس در زندان قصر به زندان پادگان نظامی عشرت‌آباد منتقل شد. شاه در غیاب او، نهضت اسلامی در حال شکل گرفتن را در غالب عناوینی مانند «شورشی کور»، «بلوایی دشمن‌پسند» و «اقدامی وحشیانه» توصیف می‌کند. حکومت آن را حرکتی تحریک‌آمیز از آن‌سوی مرزها می‌خواند و با انتساب آن به بیگانگان، مدعی می‌شود که در این حرکت، جمال عبدالناصر رهبر مصر، نقش مهمی داشته‌است.
این‌طور به نظر می‌رسید که حکومت تصمیم داشت خمینی را پس از محاکمه – یا شاید حتی بدون محاکمه – اعدام کند. پس از فرونشستن قیام، نخست‌وزیر اسدالله علم، در مصاحبه‌ای با روزنامهٔ هرالد تریبون در روز ۱۷ خرداد ۴۲ اعلام کرد که خمینی و برخی دیگر از علما محاکمهٔ نظامی خواهند شد و ممکن است حکم اعدام آن‌ها صادر شود.
تا این‌که اعلامیه‌ای به امضای علما و مراجع وقت منتشر شد. این اعلامیه که به ابتکار  منتظری و امضای مهاجرین تهیه و منتشر شده‌بود، به صراحت مرجعیت خمینی را تأیید کرده و بعد از بیان شمول قانون مراجع و مصونیت خمینی از حکم اعدام، خواهان آزادی او شده‌بود. حکومت مهاجرین را تحت فشار قرار داد و از آنان خواست که به مراکز خود بازگردند، اما آن‌ها برخاست خود تأکید کرده و به استناد اعلامیهٔ منتشر شده، خمینی را مصون از هرگونه حکمی دانستند.
بخش‌هایی از این اعلامیه بدین قرار است:
«... حضرت خمینی – دامت‌برکاته - که یکی از مراجع بزرگ تقلید شیعه و از مجاهدین عالم روحانیت می‌باشند، به جرم ازخودگذشتگی در راه حفظ قوانین قرآن و استقلال مملکت محبوس شده و به جّد خود (حضرت موسی‌بن‌جعفر علیهماالسلام) تأسی کرده‌است. مهاجرت عموم مراجع عالی‌قدر از مشهد مقدس و قم و سایر شهرها و اجتماع در مرکز، شاهد گویایی است از وحدت نظر و از خودگذشتگی بزرگان دینی در راه دین و قرآن… حضرت خمینی و آیات دیگر هیچ جرمی به غیر از تبلیغ احکام اسلام و توجه دادن مردم به خطرهایی که نسبت به اسلام یا مملکت پیش‌بینی می‌شود، نداشته و ندارند… حضرت خمینی تنها نیستند و اعتراضات شرعی و قانونی معظم‌له به دولت، مورد تأیید تمام علمای شیعه و ملت مسلمان ایران و جهان است…»
اعلامیه‌ها، تلگراف‌ها و نامه‌های بسیاری از سوی مراجع داخل و خارج و نیز شخصیت‌های ملی – مذهبی به حکومت نازل شد که محتوای تمام آن‌ها درخواست آزادی خمینی بود. حتی مفتی اعظم دانشگاه الازهر مصر، شیخ محمود شلتوت، اعلامیه‌ای خطاب به مسلمانان جهان منتشر کرد. ترجمهٔ قسمتی از این اعلامیه که در تاریخ ۱۸ محرم ۱۳۸۳ هجری قمری منتشر شد بدین قرار است: «به شما مسلمانان هشدار می‌دهم، به مسلمانان همهٔ کشورها و به ملت مسلمان ایران که این تجاوز و دست‌درازی بی‌شرمانه را به سادگی نگاه نکنید و با تمام نیرو برای نجات علمای ایران از چنگال دژخیمان دیکتاتور ایران مبارزه کنید و به ستمکاران تکیه ننمایید که آتش [دوزخ] گریبانتان را خواهدگرفت و در برابر خدا هیچ یاوری نخواهید داشت… وقتی علمای ملتی از ادای نقش خلاقه و اخلاقی خویش بازداشته شدند، حال آن ملت چگونه خواهد گشت؟... مسلمانان! دست تجاوز به روی علمای دین و روحانیون دراز کردن، جنایتی در حق اخلاق است و داغ ننگی بر پیشانی ملت و بر چهرهٔ بشریت.»
سرانجام پس از اعتراضات و فشارهای پیاپی مردم و مقامات عالی‌رتبهٔ حوزه‌های علمیهٔ ایران و جهان، شاه با اسکان خمینی در منزل شخصیِ یکی از متدینان شهر تهران در محلهٔ داوودیه، آقای روغنی، موافقت می‌کند. در تاریخ ۱۲ مرداد ۱۳۴۲ خمینی همراه با  قمی و  محلاتی از زندان آزاد شدند و در آن خانه تحت کنترل و مراقبت قرار گرفتند. اما در زمان اسکان او در آن‌جا تا روز آزادی او و بازگشتش به قم در شام‌گاه ۱۸ فروردین ۴۳، خانه و تمام رفت‌وآمدهای ساکنان آن کاملاً تحت نظارت و کنترل بود.
بسیاری از مردم و علما در آن زمان و پس از آزادی و اسکان آن‌ها در شهر، این مبارزه را پایان‌یافته دانسته و از این قیام کناره گرفتند. با این حال، و با وجود کشتاری که در تظاهرات قبل رخ داده‌بود، عدهٔ زیادی در تهران و شهرهای دیگر دست به تظاهرات زده و خواهان آزادی کامل او شدند. هم‌چنین تعدادی از علمای قم نیز به تهران آمده تا حمایت خود از این خواسته را نشان دهند. عدهٔ بسیاری از مردم تهران نیز راهی آن منطقه شدند و در این منطقهٔ نظامی تجمع کردند.
صبح روز ۱۹ فروردین ۱۳۴۳، خمینی بدون اطلاع قبلی و پس از دو ماه زندان و مراقبت به قم برگردانده‌شد. مردم قم از او استقبال گسترده‌ای به عمل آوردند، آن‌ها به خیابان‌ها ریختند و به جشن و شادمانی پرداختند. او پس از بازگشت از تهران و استقرار در قم، خاطرهٔ ۱۵ خرداد را گرامی داشت و گفت: «من ۱۵ خرداد را برای همیشه، عزای عمومی اعلام می‌کنم.»
گفته می‌شود خمینی در روزهایی که در حبس یا تحت مراقبت به سر می‌برد، به هیچ‌یک از سوالات بازجویان پاسخ نگفت. او در این مدت کتاب‌های مربوط به تاریخ معاصر ایران، به ویژه مشروطیت، و کتاب تاریخ جهان از جواهر لعل نهرو را مطالعه می‌کرده‌است.
یکی از اقداماتی که حکومت پهلوی برای مبارزه با اعتراضات نسبت به بازداشت خمینی انجام داد، این بود که در روزنامه‌های دولتی خبر از تفاهم مراجع تقلید با مقامات حکومتی را منتشر کرد. برای خمینی در آن زمان امکان پاسخ‌گویی دربارهٔ این ادعا وجود نداشت، اما بیانیه‌های بسیاری از سوی علمای وقت منتشر شد که همگی آن‌ها چنین تفاهمی را تکذیب می‌کردند. یکی از مهم‌ترین این بیانیه‌ها، اعلامیهٔ صریح  مرعشی نجفی بود. او در این اطلاعیه، که در ۱۵ مرداد ۱۳۴۲ منتشر شد، جزئیات خبری که روزنامهٔ کیهان و اطلاعات در عصر روز دوازده مرداد چاپ کرده‌بودند را نقد کرد و به محتوای آن پاسخ داد.
هم‌چنین به‌دستور ساواک، یک روز پس از آزادی خمینی و اسکان او در شهر تهران، روزنامه‌های کشور مطالبی را منتشر نمودند که به مردم این‌طور القا می‌کرد که انتقال او از زندان به مکان جدید به دلیل تفاهمی بوده که میان او و مقامات نظامی به‌وجود آمده‌است. خمینی بعدها و پس از آزادی کامل و بازگشت به قم، در اولین فرصت طی یک سخنرانی این مطلب را تکذیب کرد.
درحالی که احتمالاً حکومت انتظار داشت این حبس اعتراضات خمینی را کم‌تر و شخصیت مبارزِ او را معتدل‌تر کند، او سه روز پس از بازگشت به شهر قم و در یک سخنرانی مهم، شایعات مربوط به توافق و تفاهم خودش با حکومت را رد کرد و سخنانی بر زبان آورد که حاکی از ادامهٔ مبارزه و اعتراض توسط او بود: «امروز جشن معنا ندارد. تا ملت عمر دارد، غمگین در مصیبت ۱۵ خرداد است… در سرمقاله [ی کیهان و اطلاعات] نوشته بودند که با روحانیت تفاهم شده و روحانیت با انقلاب سفید شاه و ملت، موافق هستند. کدام انقلاب؟ کدام ملت؟... خمینی را اگر دار بزنند تفاهم نخواهدکرد. با سرنیزه نمی‌شود، اصلاحات کرد… من از آن آخوندها نیستم که در اینجا بنشینم و تسبیح دست بگیرم. من پاپ نیستم که فقط روزهای یکشنبه مراسمی انجام دهم و بقیهٔ اوقات برای خود سلطانی باشم و به امور دیگر کاری نداشته باشم. پایگاه استقلال اسلامی اینجاست. باید این مملکت را از این گرفتاری‌ها نجات داد…»
او در این سخنان به ریشه‌های آنچه که فساد و بی‌دینی در میان جوانان می‌خواند اشاره می‌کند و می‌گوید: «وضع معیشت بد است که این همه جنایات و مفاسد که شب و روز در روزنامه‌ها می‌خوانید به وجود می‌آورد.»
در همین سخنرانی، او به ارتباط دین و سیاست نیز اشاره می‌کند: «اسلام، برای تمام زندگی انسان، از روزی که متولد می‌شود تا موقعی که وارد قبر شود، دستور و حکم دارد.»
چند روز پس از این سخنرانی، خمینی در مسجد اعظم قم، در جمع گروه کثیری از طلاب و مردم، سخنرانی مهمی انجام داد و در آن به تهمت‌های دولت و رسانه‌های آن پاسخ داد. او در این سخنرانی که در روز ۲۶ فروردین ۱۳۴۳ انجام شد، از مواضع خود در رابطه با مسائلی مانند «اصلاحات»، «تمدن»، «صنعت»، «ترقی و رشد زنان»، «مسئلهٔ جوانان»، «ماجرای اسرائیل»، «استعمار فرهنگی»، «قانون‌گرایی» و… سخن گفت. بخش‌هایی از این سخنرانی بدین قرار است:
«ما را کهنه‌پرست معرفی می‌کنند، ما را مرتجع معرفی می‌کنند. جراید خارج از ایران، آن‌هایی که با بودجه‌های گزاف برای کوبیدن ما مهیا شده‌اند، در خارج ما را مخالف اصلاحات معرفی می‌کنند. مخالف ترقی مملکت معرفی می‌کنند. می‌گویند: «آخوندها می‌گویند که برق نمی‌خواهیم! می‌گویند طیاره نمی‌خواهیم… این‌ها می‌خواهند به قرون وسطا برگردند!».»
«... علمای اعلام با این زدن‌ها، کشتن‌ها، قلدری‌ها و دیکتاتوری‌ها مخالف‌اند. این کهنه‌پرستی است؟... ما با آثار تمدن مخالف نیستیم، اسلام با آثار تمدن مخالف نیست… این افکار نورانی که در علمای اعلام هست… مال اسلام است… تبعیت از همه، سربسته و دربسته همهٔ مخازن مملکت را تحویل دیگران دادن، ارتجاع است. روی این ارتجاع سیاه… شما که عمال استبداد هستید و با زور سرنیزه و قلدری با این ملت بیچاره عمل می‌کنید، تمام قوانین را زیر پاگذاشته‌اید، به تمام احکام اسلام بی‌اعتنایی می‌کنید، شما مترقی هستید؟»
«... شما مظاهر تمدن را وقتی که در ایران می‌آید چنان از صورت طبیعی، خارج می‌کنید که چیز حلال را مبدل به حرام می‌کنید. این رادیو، برای این بساطی است که این‌ها راه انداخته‌اند؟... استفاده ممالک متمدن از این آلات جدید، همین‌جور است که آقایان در اینجا استفاده می‌کنند؟... تمام اینها به دست استعمار است که روزنامه‌ها را این‌طور مبتذل می‌کنند تا فکر جوان‌ها را مسموم کنند. استعمار است که برنامهٔ فرهنگی ما را جوری تنظیم می‌کند که جوان نیرومند در این مملکت نباشد… ما با این مظاهر مخالفیم… ما می‌گوییم دانشگاه‌های شما طوری نباشد که برنامه‌هایش جوان‌های ما را بد بار بیاورد. جوان‌های ما را مبارز بار بیاورید. جوان‌های ما را جوری بار بیاورید که در مقابل استعمار ایستادگی کنند.»
«... ما با ترقی زن‌ها مخالف نیستیم. با این فحشا مخالفیم. با این کارهای غلط مخالفیم. مگر مردها آزادند که زن‌ها می‌خواهند آزاد باشند؟! مگر آزادمرد و آزادزن با لفظ درست می‌شود؟»
«... شما کارشناس نظامی از اسرائیل به این مملکت می‌آورید. شما محصلین را از اینجا به اسرائیل می‌فرستید. ما با این‌ها مخالفیم.»
«... ای مردم عالم بدانید ملت ما با پیمان با اسرائیل مخالف است. این ملت ما نیست. این روحانیت ما نیست. دین ما اقتضا می‌کند که در مقابل مسلمین با دشمن پیوند نکنیم.»
قسمت‌هایی از این سخنرانی، پاسخی بود به سخنان شاه که در همان روزها گفته بود: «ما کهنه‌پرستی و افکار ارتجاعی را می‌کوبیم…» خمینی در پاسخ به این اظهارات در جملاتی جسورانه گفت: «مردک باز دست از حرف‌هایش برنمی‌دارد و به افکار اسلامی نسبت کهنه‌پرستی و ارتجاعیت می‌دهد.» این سخنان در آن روزگار بازتاب خاصی در محافل ملی و مذهبی ایران داشت و از طرف بسیاری از روشنفکران و سیاستمداران مورد توجه واقع شد.
حکومت که از وجود اختلاف عقیده میان خمینی و چند تن از علماء قم آگاه بود، تلاشی را آغاز کرد که با ایجاد اختلاف و دودستگی در قم، توجهات را از سوی خمینی برگرداند و او را بی‌اعتبار کند. اما در ۱۵ خرداد ۱۳۴۳، در ساگرد قیام ۱۵ خرداد ۴۲، خمینی همراه با چند تن از مراجع و علمای قم، با صدور بیانیه‌ای مشترک یاد و نام شهیدان آن روز را گرامی داشتند و از مردم خواستند که «بر هوشیاری و مقاومت خود بیفزایند». هم‌چنین در آن بیانیه، روز ۱۵ خرداد عزای عمومی اعلام شد. امضاکنندگان این بیانیه عبارت بودند از: روح‌الله موسوی خمینی، محمدهادی حسینی میلانی، شهاب‌الدین نجفی مرعشی و حسن طباطبایی قمی.
سه هفته پس از برگزاری سالگرد قیام ۱۵ خرداد، سران نهضت آزادی که در حمایت از قیام ۱۵ خرداد دست به تحرکاتی زده‌بودند، در دادگاه‌های نظامی شاه محاکمه و به زندان‌های طویل‌المدت محکوم شدند. پس از آن‌که دادگاه تجدیدنظر حکم حبس  طالقانی و مهدی بازرگان را تأیید کرد، خمینی اعلامیه‌ای صادر کرد که این‌گونه آغاز می‌شد: «بسم الله الرحمن الرحیم؛ و سیعلم الذین ظلموا ای منقلب ینقلبون. من خوف داشتم اگر در موضوع بیدادگری نسبت به حجت‌الاسلام آقای طالقانی و جناب آقای مهندس بازرگان و سایر دوستان، کلمه‌ای بنویسم، موجب تشدید امر آن‌ها شود و ده سال زندان به پانزده سال تبدیل گردد. اینک که حکم جائرانه دادگاه تجدیدنظر صادر شد، ناچارم از اظهار تاسف از اوضاع ایران عموماً و اوضاع دادگاه خصوصاً… رای‌دهندگان [در دادگاه] باید منتظر سرنوشت سختی باشند.»
او در چهارم آبان همان سال، بیانیه‌ای صادر کرد و در آن نوشت: «دنیا بداند که هر گرفتاریای که ملت ایران و ملل مسلمین دارند از اجانب است، از آمریکاست، ملل اسلام از اجانب عموماً و از آمریکا خصوصاً متنفر است… آمریکاست که از اسرائیل و هواداران آن پشتیبانی می‌کند. آمریکاست که به اسرائیل قدرت می‌دهد که اعراب مسلم را آواره کند.»
در آن سال‌ها خمینی هم‌چنان با سخنرانی‌ها، پیام‌ها، نامه‌ها و اعلانیه‌های خود علیه شاه و حکومت دست به اعتراض می‌زد و هم‌زمان با آن، مردم نیز روز به روز با او هم‌گام‌تر و در مسیر انقلاب آماده‌تر می‌شدند. او ضمن گرم نگه‌داشتن درس و بحث‌های حوزه و پرورش طلاب، همواره از بعد سیاست غافل نمی‌ماند و در هر فرصتی شاه را مورد انتقاد قرار می‌داد. در آن سال‌ها دانش و سیاست طوری به هم آمیخته شده‌بود که می‌توان گفت اهمیت سیاسی قم به اندازهٔ اهمیت علمی آن رسیده‌بود.

### مبارزه با کاپیتولاسیون و آغاز دوران تبعید
شاه پس از کودتای ۲۸ مرداد احتمالاً به این نتیجه رسیده بود که برای ادامهٔ سلطنت خود، چاره‌ای جز تکیه بر قدرت و نفوذ آمریکا ندارد. از این‌رو اکثر تصمیمات و راهکارهای او و دولت، به نظر می‌رسید که به‌نوعی زمینه را برای حضور هرچه بیشتر و راحت‌تر آمریکا در ایران آماده می‌کرد. در همین راستا، کابینهٔ علم لایحه‌ای را – پس از تصویب در هیئت وزیران – به مجلس سنا برد که در اصطلاحات سیاسی به آن کاپیتولاسیون می‌گویند. این قانون که برای تمام مستشاران و دیگر اتباع آمریکایی، مصونیت قضایی و سیاسی ایجاد می‌کرد، در تاریخ ۱۴ مهر ۱۳۴۳ در مجلس و با ۷۳ رأی موافق در مقابل ۶۳ رأی مخالف به تصویب رسید. ظاهراً حکومت می‌دانست که پخش خبر به تصویب رسیدن چنین قانونی چه واکنش‌هایی را برخواهد انگیخت، از این‌رو از پخش خبر آن جلوگیری کرد و اجازهٔ درج خبر آن در مطبوعات را نیز نداد. اما مجلهٔ داخلی مجلس شورا، پس از گذشت چند روز از تصویب لایحه به دست خمینی رسید و اومتن کامل سخنرانی‌ها و گفتگوهایی که میان نمایندگان مجلس و رئیس دولت ردوبدل شده‌بود را مطالعه کرد.
در آن زمان حکومت شاه آمادهٔ برگزاری مراسم و جشن‌های چهارم آبان، سال‌روز تولد شخص شاه، می‌شد. خمینی نیز تصمیم گرفت در همان روز، که مصادف با سال‌روز میلاد فاطمه دختر محمد نیز بود، برای مردم سخنرانی کرده و دربارهٔ لایحهٔ کاپیتولاسیون با آن‌ها صحبت کند. خبر سخنرانی او به اکثر شهرها رسید و گروه‌های زیادی از مردم خود را برای شنیدن سخنان او به قم رساندند. شاه برای بازداشتن خمینی از سخنرانی، نماینده‌ای به بیت او فرستاد، اما خمینی او را نپذیرفت.
واکنش خمینی به این ماجرا احتمالاً شدیدالحن‌ترین واکنش او علیه شاه محسوب می‌شود. محمد مفتح از نزدیکان او بعدها گفت که «هرگز او را آن‌قدر پریشان ندیده بود.» در آن روز، خمینی با چهره‌ای برافروخته و متأثر، در میان هزاران نفر از طرفداران خود حاضر شد و کلام انتقادی خود را با ذکر آیهٔ استرجاع (انالله و اناالیه راجعون) آغاز کرد. او گفت:
«من تأثرات قلبی خودم را نمی‌توانم اظهار کنم. قلب من در فشار است. از روزی که مسائل اخیر ایران را شنیدم، خوابم کم شده، ناراحت هستم، قلبم در فشار است. من با تأثرات قلبی، روزشماری می‌کنم چه وقت مرگ پیش بیاید. ایران دیگر عید ندارد. عید ایران را عزا کردند. عزا کردند و چراغانی کردند. عزا کردند و دسته‌جمعی رقصیدند. ما را فروختند، استقلال ما را فروختند، باز هم چراغانی کردند، پایکوبی کردند. اگر من به جای این‌ها بودم، این چراغانی‌ها را منع می‌کردم. می‌گفتم بیرق سیاه بالای سر بازارها بزنند، بالای سر خانه‌ها بزنند، چادر سیاه بالا ببرند. عزت ما را پایکوب کردند، عظمت ایران از بین رفت، عظمت ارتش ایران را پایکوب کردند. قانونی به مجلس بردند که در آن، اولاً ما را ملحق کردند به پیمان وین و ثانیاً الحاق کردند به آن: که تمام مستشاران نظامی آمریکا…»
سخنان بریده‌بریده و غم‌آلود او در آن روز هربار با فریاد و شیون حاضران همراه می‌شد. او در این سخن‌رانی معنای این لایحه را برای مردم توضیح داد و آن را واگذاری استقلال و حاکمیت ایرانیان به آمریکا دانست که «در قبال ۲۰۰ میلیون دلار وام آمریکا به شاه» حاصل می‌شود. وی نمایندگانی که به این لایحه رأی مثبت داده‌بودند را «خائن» خطاب کرد و دولت وقت را نیز غیرقانونی دانست. پس از، آن از گرفتاری‌ها و مشکلات مردم گفت و تمام آن‌ها را مرتبط با آمریکا دانست: «آمریکا از انگلیس بدتر، انگلیس از آمریکا بدتر، شوروی از هر دو بدتر، همه از هم بدتر و همه از هم پلیدترند. لیکن امروز سر و کار ما با آمریکاست… امروز تمام گرفتاری ما از آمریکاست. تمام گرفتاری ما از اسرائیل است، اسرائیل هم از آمریکاست، این وکلا [که به کاپیتولاسیون رأی دادند] هم از آمریکا هستند. این وزرا هم از آمریکا هستند، همه دست‌نشانده آمریکا هستند، چرا در مقابل آن نمی‌ایستند، داد بزنند؟»
یکی دیگر از سخنان مهم او در آن روز، دعوت از علما و روحانیون برای حضور در صحنه‌های سیاسی کشور بود: «ای علمای ایران! ای مراجع اسلام! من اعلام خطر می‌کنم. ای فضلا! ای طلاب! ای حوزه‌های علمیه! ای نجف! ای قم! ای مشهد! ای تهران! ای شیراز! من اعلام خطر می‌کنم. من تمام روحانیون را تعظیم می‌کنم. من بار دیگر دست تمام روحانیون را می‌بوسم. آن روز [ماجرای ۱۵ خرداد] اگر دست مراجع را بوسیدم، امروز دست کاسب را هم می‌بوسم.»
در همین سخنرانی، خمینی چندبار توجه حکومت را به قانون جلب می‌کند و از همه می‌خواهد که دست‌کم به قانون اساسی کشور که از زمان مشروطه در ایران برقرار بوده عمل کنند: «به حسب نص قانون، طبق اصل دوم متمم قانون اساسی، تا مجتهدین در مجلس نظارت نداشته باشند، قانون هیچ اعتباری ندارد. از اول مشروطه تا به حال، کدام مجتهد نظارت داشته‌است؟ اگر پنج نفر مجتهد در این مجلس بود، حتی اگر یک روحانی در این مجلس بود، تو دهن اینها می‌زد، نمی‌گذاشت این کار انجام شود، مجلس را به هم می‌زد.»
او به این سخنرانی اکتفا نکرد و در همان روز، بیانیه‌ای صادر کرد. در این بیانیه، رأی مجلس به قانون کاپیتولاسیون، «رای به اسارت ایران و ایرانی» خوانده شده و از آن به عنوان «سند بردگی ملت ایران» نام برده شده‌است. بخشی از این اعلامیه بدین قرار است: «اکنون من اعلام می‌کنم که رای ننگین مجلسین، مخالف اسلام و قرآن است و قانونیت ندارد، مخالف رای ملت مسلمان است، وکلای مجلسین، وکیل ملت نیستند، وکلای سرنیزه هستند. رای آن‌ها در برابر ملت و اسلام و قرآن، هیچ ارزشی ندارد و اگر اجنبی‌ها بخواهند از این رای کثیف سوءاستفاده کنند، تکلیف ملت تعیین خواهد شد… بر ملت ایران است که این زنجیرها را پاره کنند، بر ارتش ایران است که اجازه ندهند چنین کارهای ننگینی در ایران واقع شود… این دولت را ساقط کنند. وکلایی که به این امر مفتضح رای دادند، از مجلس بیرون کنند…»
این سخنان و اعتراضات به‌وضوح ایران را در آستانهٔ قیامی دیگر قرار می‌داد. اما در این مورد، به‌نظر می‌رسد که حکومت شاه با استفاده از تجربه‌های قبلی، به‌ویژه ماجرای ۱۵ خرداد ۱۳۴۲، اقداماتی متفاوت انجام دهد. در این‌جا تفاوت دیگری که با نهضت ۱۵ خرداد وجود داشت آن بود که در قیام ۱۵ خرداد، تقریباً تمام مراجع و علمای حوزه از آن پشتیبانی و حمایت می‌کردند و با تمام توان و نفوذی که داشتند خمینی را یاری می‌دادند. اما در مدت این یک سال، برخی از رهبران نهضت به مصلحت‌گرایی و محافظه‌کاری روی آورده‌بودند و رفتار و گفتاری جسورانه از آن‌ها دیده نمی‌شد؛ بنابراین این نهضت جدید برای خمینی دارای مشکلاتی بود، از طرفی شاه و هم‌دستان او با تجربهٔ بیشتری عمل می‌کردند و از سوی دیگر، حوزه‌های علمیه نیز آن وحدت و هم‌دلی گذشته را نداشتند. این اختلافات باعث بی‌پرواتر عمل کردن شاه در برخورد با خمینی می‌شد. او این‌بار تصمیم گرفت خمینی را به خارج از کشور تبعید کند.
او ظاهراً امیدوار بود با تبعید خمینی به‌جای دستگیری او، رفته‌رفته محبوبیتش به فراموشی سپرده خواهد شد و از یادها خواهد رفت. حذف فیزیکی خمینی در آن زمان خطر قیامی غیرقابل مهار را برای او به‌دنبال داشت. ارتشبد سابق، حسین فردوست از نزدیکان شاه و دربار پهلوی، در کتاب خاطرات خود در این‌باره می‌گوید: «این تصمیم [تبعید خمینی به ترکیه] پس از چند روز مطالعه، به دستور مستقیم آمریکا بود.»
مقصد خمینی به این‌دلیل ترکیه انتخاب شد که در آن زمان همکاری امنیتی‌ای میان حکومت شاه و ترکیه برقرار بود و براساس آن، مشکلی بر سر راه تبعید او به این کشور وجود نداشت.
سحرگاه روز سیزده آبان گروهی کماندو اعزامی از تهران خانهٔ خمینی را محاصره کرده و او را، که این‌بار نیز در حال نماز خواندن بود، دستگیر و این‌بار مستقیماً راهی فرودگاه مهرآباد کردند. او در آن‌جا با یک فروند هواپیمای نظامی که از قبل آماده شده‌بود، تحت نظارت مأمورین امنیتی و نظامی به آنکارا انتقال داده‌شد. عصر آن روز ساواک خبر تبعید خمینی را «به اتهام اقدام علیه امنیت کشور» در روزنامه‌ها منتشر کرد.
با وجود فضای سرکوب‌گرانهٔ آن زمان، موجی از اعتراض‌ها در قالب تظاهرات در تهران، تعطیلی طولانی‌مدت درس حوزه‌ها و ارسال طومارها و نامه‌ها به سازمان‌های بین‌المللی و مراجع تقلید به‌راه افتاد.

### دوران حضور در ترکیه

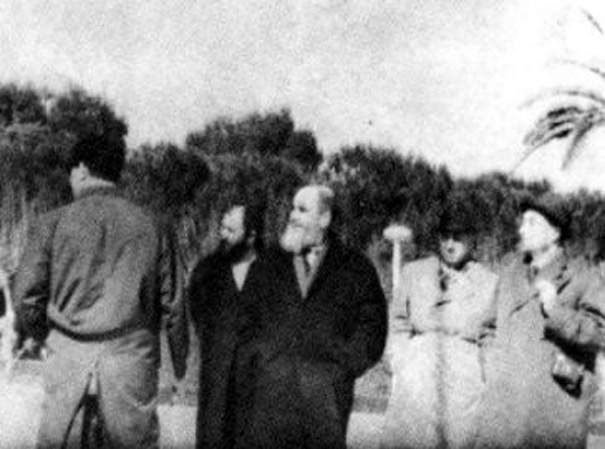
روح‌الله خمینی همراه با فرزندش در ترکیه. این تصویر، از معدود تصاویری است که خمینی در آن بدون لباس روحانیت دیده می‌شود. او در ترکیه از پوشیدن عبا و عمامه منع شده‌بود.

محل اقامت او در ترکیه ابتدا در اتاق شمارهٔ ۵۱۴ هتل بولوار پالاس آنکارا - هتلی نسبتاً مجلل در پایتخت ترکیه – و تحت نظارت مأمورین امنیتی ایرانی و ترکی بود. در تاریخ ۲۱ آبان، او از آنکارا به بورسا منتقل شد و یازده ماه بعدی را در آن‌جا گذراند. اقامت در ترکیه برای او سختی‌هایی نیز به‌همراه داشت. نویسندهٔ کتاب «حدیث بیداری» ادعا می‌کند که بعد از انتقال خمینی به بورسا، اجازهٔ هر گونه اقدام سیاسی از او سلب شده و در مراقبت شدید مأمورین امنیتی ترکیه و ایران قرار گرفته‌است. هم‌چنین در آن‌جا حق پوشیدن عبا و عمامه – لباس روحانیون مسلمان – نیز از او سلب شده‌بود و این به معنی کنار گذاشتن بخش مهمی از هویت او محسوب می‌شد. او وادار به برتن کردن لباس روحانیون کشور ترکیه شده‌بود.
تصاویری که از او در ترکیه ثبت شده‌است، از معدود تصاویری است که او در آن بدون لباس روحانیت ظاهر شده‌است.
پسر او مصطفی نیز در ۱۳ دی‌ماه در بورسا به پدرش ملحق شد. به خمینی هم‌چنین اجازه داده‌شد گاه‌وبیگاه ملاقات‌کننده‌هایی هم از ایران داشته‌باشد، و کتاب‌هایی در زمینهٔ فقه نیز از جانب آن‌ها به دست او رسید.
اقامت خمینی در ترکیه یازده ماه طول کشید. شاه از این فرصت استفاده کرد و اقدامات زیادی که به‌دلیل وجود خمینی و امکان اعتراض او لغو یا به تعویق انداخته‌بود را به مرحلهٔ اجرا گذاشت. هم‌چنین او دست به اقداماتی زد تا موجب تضعیف مقاومتی که اکنون رهبر خود را از دست داده بود بشود. در این مدت، مردم و علمای حوزه از حال خمینی خبر دقیق و موثقی نداشتند. پس از اصرار مراجع و فشار مردم، حکومت شاه چند بار با اعزام نمایندگانی از سوی علمای حوزه برای کسب خبر از حال او و اطمینان از سلامتی‌اش، موافقت کرد. خمینی نیز طی چندین نامه به خویشان و علمای حوزه با کنایه و اشاره و گاه در قالب دعا، همگان را از عزم خود برای ادامهٔ مبارزه آگاه کرد. در همین نامه‌ها بود که او خواهان ارسال کتاب‌های دعا و فقهی شد.
در این مدت و در ماه‌های معدود اقامت در ترکیه، او اگرچه در تبعید و در موقعیتی دشوار قرار داشت، اما با این‌حال دست به تألیف کتاب دوجلدی تحریرالوسیله که از آثار فقهی مهم عصر حاضر محسوب می‌شود، زد. این کتاب جزء نخستین کتاب‌هایی است که فتوای مراجع را دربارهٔ احکامی مانند جهاد، دفاع، امر به معروف و نهی از منکر و برخی مسائل دیگر بیان می‌کند.
از جمله مسائلی که در این کتاب مطرح شده‌است، دو مورد بیش از بقیه قابل توجه است: «اگر روابط تجاری با کفار موجب ترس بر حوزه اسلام شود ترک این روابط بر تمام مسلمانان واجب می‌شود. در اینجا فرقی میان استیلاء سیاسی یا فرهنگی و معنوی دشمن وجود ندارد. اگر روابط سیاسی که بین دولتهای اسلامی و دول بیگانه بسته می‌شود و برقرار می‌گردد موجب تسلط کفار بر نفوس و بلاد و اموال مسلمانان شود یا باعث اسارت سیاسی اینها گردد، برقراری روابط حرام است و پیمانهایی که بسته می‌شود باطل است و بر همه مسلمین واجب است که زمامداران را راهنمایی کنند و وادارشان نمایند بر ترک روابط سیاسی این چنانی هر چند به وسیله مبارزه منفی باشد» و به‌طور مشابه، «اگر حمله‌ای از جانب یک کشور خارجی به یک کشور مسلمان صورت بگیرد، بر تمام کشورهای اسلامی و تمام مسلمانان واجب است این حمله را با هر وسیلهٔ ممکن دفع کنند.»

### انتقال به عراق

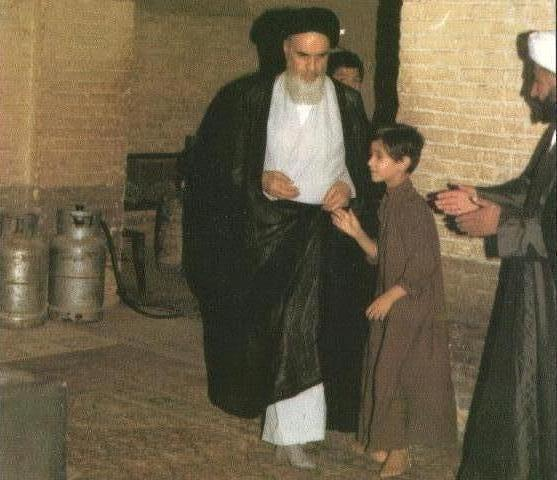
روح‌الله خمینی در عراق. به نظر می‌رسید او در شهر مذهبی نجف احساس راحتی بیشتری می‌کرد.

در تاریخ ۱۴ شهریور ۱۳۴۴ خمینی به‌همراه فرزندش مصطفی از ترکیه به عراق منتقل شد. او پس از ورود به بغداد برای زیارت راهی شهرهای کاظمین، سامرا و کربلا شد و یک هفته بعد به محل اصلی اقامت خود یعنی نجف عزیمت کرد. به‌نظر می‌رسید برای او نجف به‌عنوان شهری مذهبی که از مراکز مهم آموزش علوم اسلامی محسوب می‌شد، مکان مناسب‌تری نسبت به ترکیه برای تبعید باشد. این شهر در همان دوران و از زمان انقلاب مشروطه، از مراکز مهم مخالفت با حکومت شاهنشاهی ایران نیز محسوب می‌شد.
موارد بسیاری را می‌توان به‌عنوان دلیل انجام این انتقال از جانب حکومت پهلوی برشمرد. در آن زمان و در ماه‌های پایانی اقامت خمینی در ترکیه، فشار هواداران او و علما به حکومت به‌دلیل اقامت اجباری او در بورسا و به‌دور از فضای درس و حوزه، روزبه‌روز بیشتر می‌شد، طوری‌که حکومت را وادار به تغییر محل تبعید او از ترکه به عراق شد. دلیل دیگری که می‌توان برای این موضوع ذکر کرد، این است که حکومت در آن روزها تصور می‌کرد انتقال خمینی به نجف، او را زیر سایهٔ علماء بااعتبار ساکن آن‌جا، مانند  ابوالقاسم خویی قرار خواهد داد یا این‌که خمینی در آن‌جا وقت و انرژی خود را در متقاعد کردن آن‌ها به مبارزه و فعالیت سیاسی علیه حکومت شاه هدر خواهد داد.
اما خمینی در نجف طوری عمل کرد که هم‌زمان هم احترام مراجع عالی‌رتبهٔ آن‌جا را حفظ می‌کرد و هم به آرمان‌هایی که پیش از ترک ایران داشت وفادار مانده بود. او هم‌چنین از برقراری رابطهٔ خوب با دولت عراق خودداری کرد، چراکه یکی از اقدامات نادرستی که او ممکن بود در آن زمان مرتکب شود، همکاری با دولت این کشور بود. عراق در آن زمان رابطهٔ نه‌چندان خوبی با حکومت شاه داشت و به‌دنبال استفاده از حضور خمینی در نجف برای پیش‌برد اهداف خود بود. او در زمان اقامت خود در خاک عراق، همواره از نزدیکی با مسئولان رده‌بالای عراقی خودداری می‌کرد. گفته می‌شود زمانی که نمایندهٔ عبدالسلام عارف، رپیس‌جمهور عراق، به حضور خمینی می‌رسد، با برخورد سرد او روبه‌رو شده و تنها موفق به انجام گفتگویی کوتاه با او می‌شود.
هم‌چنین در همان ابتدای ورود او به خاک عراق با پیشنهاد حضور در تلویزیون این کشور روبه‌رو شد که وی آن را رد کرد.
بعد از استقرار در نجف، خمینی آغاز به تدریس فقه در مدرسهٔ شیخ مرتضی انصاری این شهر کرد. کلاس‌های او از همان ابتدا با استقبال گستردهٔ طلاب برگزار می‌شد. دانش‌آموزانی که نه تنها از ایران، بلکه از عراق، پاکستان، افغانستان و دیگر کشورهای حاشیهٔ خلیج فارس در کلاس‌های او حاضر می‌شدند. گفته می‌شود بعد از این استقبال زیاد، پیشنهاد مهاجرت دسته‌جمعی طلاب از قم و سایر شهرهای مذهبی ایران به نجف مطرح می‌شود که خمینی به دلیل اجتناب از کاهش اعتبار قم و حوزهٔ این شهر به‌عنوان مرکزی مذهبی در ایران، با آن مخالفت می‌کند.
او هم‌چنین در مدرسهٔ شیخ مرتضی انصاری بود که در زمان بین اول بهمن ۱۳۴۸ تا نوزده بهمن همان سال، کلاس مشهورش در زمینهٔ ولایت فقیه را ارائه داد. طرزفکری که سال‌ها بعد و پس از پیروزی انقلاب اسلامی در ایران پیاده کرد. مدت کوتاهی پس از آن، مطالب حاصل از این کلاس در نجف و در قالب کتابی با نام ولایت فقیه یا حکومت اسلامی انتشار یافت و ترجمهٔ عربی آن نیز به چاپ رسید. خمینی نظریهٔ ولایت فقیه را پیش از آن و در اولین اثر خود، کتاب کشف‌الاسرار، مطرح کرده‌بود. او این‌بار آن را جدی‌تر و تحت عنوان «حقیقتی بی‌چون‌وچرا» که بر اساس گفتهٔ خود، از «اصول امامت در شیعه و بعد از بررسی متون مرتبط در قرآن و سیرهٔ محمد و امامان شیعه» استنباط کرده‌بود، بیان کرد.

#### ادامهٔ فعالیت‌های سیاسی در نجف
خمینی در نجف، علت عقب‌ماندگی ایران و سایر کشورهای اسلامی را بی‌توجهی به اصول و قوانین اسلام و واگذاری مسائل مهم مملکت به دشمنان اسلام دانست. او هم‌چنین به ترسیم برنامه‌ای برای تأسیس یک حکومت اسلامی پرداخت و از مسئولیت مهم علما در این‌باره سخن گفت و از آن‌ها درخواست کرد که جسورانه به بیان مشکلات و راهنمایی مردم بپردازند: «این وظیفهٔ همهٔ ماست که اندیشه و قدرت سیاسی نامشروعی که اکنون بر جهان اسلام حاکم است را سرنگون کنیم.»
در آن زمان نسخه‌هایی از کتاب ولایت فقیه توسط ملاقات‌کنندگان خمینی که اغلب از ایران برای دیدن او به نجف آمده‌بودند یا زائرین ایرانی که برای زیارت راهی عراق شده‌بودند به داخل کشور می‌رسید. هم‌چنین به همین روش نامه‌ها و بیانیه‌هایی که در آن‌ها او نسبت به جریاناتی که داخل کشور روی می‌داد اظهار نظر می‌کرد نیز به داخل ایران انتقال می‌یافت. در میان اولین پیام‌هایی که او به‌این روش منتشر می‌کرد، نامه‌ای مورخ ۲۷ فروردین ۱۳۴۶ خطاب به علمای ایران دیده می‌شود که در آن خمینی به آن‌ها اطمینان داده‌است که حکومت پهلوی سرانجام سقوط خواهد کرد.
در همان روزها، او نامه‌ای خطاب به امیرعباس هویدا، نخست‌وزیر وقت ایران، فرستاد و در آن او را متهم به ادارهٔ «حکومتی مملوء از سرکوب و غارت‌گری» کرد و به او نسبت به جبهه‌گیری شاه در برابر دولت‌های اسلامی هشدار داد.
در تاریخ ۱۶ خرداد ۱۳۴۶ و در خلال جنگ شش روزه، خمینی بیانیه‌ای صادر کرد و در آن هرگونه رابطهٔ تجاری با اسرائیل و هم‌چنین مصرف کالاهای اسرائیلی را منع کرد. این بیانیه در داخل ایران بازتاب وسیعی یافت و واکنش سریع حکومت را به‌همراه داشت. آن‌ها به جستجوی خانهٔ خمینی در قم پرداختند و فرزند دوم او، سید احمد خمینی که ساکن آن خانه بود، را دستگیر کردند. گفته می‌شود بعد از این حادثه، تعدادی از آثار منتشرنشدهٔ خمینی ناپدید یا نابود گردیده‌است.
بعد از این جریانات، حکومت احتمالاً به‌دلیل ارتباطات مکرر خمینی با داخل، مجدداً به فکر تغییر محل تبعید خمینی و انتقال او به کشور هند می‌افتد، اما این طرح به مرحلهٔ اجرا نمی‌رسد. خمینی در زمان جشن‌های ۲۵۰۰ ساله شاهنشاهی ایران در مهر ماه ۱۳۵۰ نیز به اظهارنظر پرداخت و در بیانیه‌ای، «شرکت نکردن در این جشن‌های پرهزینه و نامشروع» را «وظیفهٔ هر ایرانی» دانست. او در بهمن ۱۳۵۳ از تشکیل رسمی سیستم تک‌حزبی انتقاد کرد و در فتوایی که یک ماه بعد آن منتشر شد، عضویت در این حزب، که حزب رستاخیز نام داشت، را ممنوع اعلام کرد. در همان ماه، او به تغییر مبنای تاریخ ایران، از مبدأ هجرت محمد به مبدأ سلطنت شاهان هخامنشی، نیز انتقاد وارد کرد و فتوا به حرمت استفاده از این تاریخ داد.
یکی از دشواری‌های حضور در عراق برای او، تغییر اوضاع این کشور بود. در تیر ماه ۱۳۴۶، روی کار آمدن حزب بعث که اساساً با مذهب مخالف بود موجب افزایش فشارها بر طلاب ایرانی و عراقی ساکن نجف شد. در سال ۱۳۵۰ نیز، عراق که بر سر مرز آبی میان دو کشور با ایران دچار اختلاف شده‌بود، شروع به اخراج ایرانیان مقیم این کشور – حتی آن‌دسته از ایرانیانی که اجدادشان برای چندین نسل در آن‌جا ساکن بوده‌اند – از خاک خود کرد. خمینی که تا آن زمان از برخورد و رویارویی با مقامات عراقی خودداری کرده‌بود، این‌بار به‌طور مستقیم و علنی این اقدام حکومت این کشور را محکوم کرد. او طی تلگرافی به رئیس‌جمهور عراق، شدیداً اقدامات این رژیم را محکوم کرد و در اعتراض به شرایط پیش آمده، تصمیم به خروج از عراق گرفت، اما مقامات عراقی با آگاهی از پیامدهای خروج او از عراق در آن شرایط خاص، به او اجازهٔ خروج ندادند. آن‌ها در آن زمان می‌کوشیدند از دشمنی خمینی با حکومت ایران به سود خود استفاده کنند و از طرفی حکومت شاه نیز مصمم بود استقلال نهضت اعتراضی خمینی را زیر سؤال ببرد. به همین دلیل، خمینی با ارسال پیامی خطاب به حسن البکر، رئیس‌جمهور عراق، هرگونه مصالحه بین او و حزب بعث را رد کرد.
این‌طور به نظر می‌رسد که خمینی در آن‌زمان به‌طور دقیق و مداوم امور بین ایرانیان و جهان اسلام به‌طور کلی و کشورهای عربی به‌طور جزئی را دنبال می‌کرد و حساسیت خاصی نسبت به این جریانات داشت. این توجه او به این مسائل موجب شد که در مراسم حج سال ۱۳۵۰، بیانیه‌ای از نجف خطاب به مسلمانان جهان صادر کند و در آن از مشکلاتی که اسرائیل برای جهان اسلام به‌وجود آورده بود سخن بگوید. هم‌چنین نگاه ویژهٔ او به مسئلهٔ فلسطین موجب شد که در ۵ شهریور ۱۳۴۷ فتوایی در این رابطه صادر کند و در آن به لزوم اختصاص وجوهات شرعی برای حمایت از فعالیت‌های شاخهٔ نظامی جنبش آزادی‌بخش فلسطین تأکید کند. او در ۱۹ مهر ۱۳۴۷ در گفتگویی که با نمایندهٔ سازمان الفتح فلسطین در بغداد داشت دیدگاه‌های خود را دربارهٔ مساپل جهان اسلام و مبارزهٔ ملت فلسطین بیان کرد و در همین گفتگو، او بار دیگر بر واجب بود اختصاص بخشی از وجوه شرعی زکات به مجاهدین فلسطینی سخن گفت و فتوای خود در این زمینه را به شکل جزئی‌تر مطرح کرد.
شرایط در ایران هم‌زمان با حضور خمینی در عراق، ناآرام و غیرپایدار دنبال می‌شد. بیانیه‌ها و فتواهای گاه‌وبیگاه خمینی کافی بود تا باعث شود نام او در سال‌های تبعید به فراموشی سپرده نشود. هم‌چنین در داخل، نهضت اسلامی مخالف شاه که بعد از قیام ۱۵ خرداد شکل گرفته‌بود باوجود برخوردهای سرکوب‌گرانه و قاطع حکومت شاه هم‌چنان به حیات خود ادامه داد. شخصیت‌ها و چهره‌های بسیاری در کنار احزاب و گروه‌های مختلف، تبعیت خود را نسبت به خمینی اعلام کردند. مدتی بعد از تبعید او، گروهی به نام هیئت موتلفهٔ اسلامی شکل گرفت که هستهٔ اصلی آن در تهران بود. اعضای فعال این گروه را بسیاری از شاگردان خمینی در قم، مانند هاشمی رفسنجانی و جواد باهنر، تشکیل می‌دادند. در بهمن ۱۳۴۳، چهار تن از اعضای این گروه نخست‌وزیر وقت، حسنعلی منصور، را که در تبعید خمینی نقش داشت، ترور کردند.
در دوران تبعید خمینی، هیچ شخصیتی – حتی به‌صورت پنهانی – به‌عنوان جانشین او معرفی نشد. بااین‌حال، چندتن از روحانیون آن زمان مانند مرتضی مطهری، سید محمد بهشتی و حسینعلی منتظری با او به شکل مستقیم یا غیرمستقیم در ارتباط بودند و در موارد ضروری از جانب او سخن می‌گفتند.
یکی از شخصیت‌هایی که کمک زیادی به گسترش نهضت معترضین در زمان تبعید خمینی کرد، علی شریعتی بود. او که به‌عنوان یک روشنفکر تحصیل‌کرده در دانشگاه به‌حساب می‌آمد، شیوه‌ای نو در بیان مفاهیم اسلامی به‌وجود آورد که تاحدودی برگرفته از تفکرات غربی نظیر مارکسیسم بود. به‌همین دلیل نوشته‌ها و کتاب‌های او از سوی بسیاری از علما رد شده‌بود. زمانی که از خمینی دربارهٔ عقاید شریعتی سؤال شد، او از دادن پاسخ خودداری کرد، با این استدلال که «هرگونه اختلاف در نهضت اسلامی شکل‌گرفته در آن زمان به سود حکومت شاه خواهد بود».
مهم‌ترین حادثه‌ای که در زمان تبعید خمینی در ایران رخ داد و حاکی از ادامهٔ محبوبیت او بود در خرداد ۱۳۵۴ و در سالگرد حادثهٔ ۱۵ خرداد اتفاق افتاد. در این روز، تعدادی از طلاب در مدرسهٔ فیضیه دست به تظاهرات زده و با گسترش دامنهٔ آن به بیرون از ساختمان مدرسه، موجی از معترضین شکل گرفت و تظاهرات گسترده‌ای را رقم زد. این تظاهرات سه روز به طول انجامید و در طی آن حکومت شاه با کماندوهای خود و نیز یک فروند هلیکوپتر اقدام به سرکوب اعتراض‌کنندگان زد و موجب مرگ عدهٔ زیادی از مردم شد. خمینی به این حادثه با یک بیانیه واکنش نشان داد که در آن حادثهٔ قم و حوادث مشابه در نقاط دیگر کشور را نشانه‌ای از «نزدیک بودن آزادی و رهایی از امپریالیسم» دانست.

### مرگ مصطفی خمینی

سید مصطفی خمینی (۱۳۵۶–۱۳۰۹). مردم قتل او را به حکومت و ساواک نسبت می‌دادند.

در تاریخ اول آبان ۱۳۵۶، سید مصطفی خمینی به طرز مشکوکی در نجف به قتل رسید. ساواک اصلی‌ترین متهم این ماجرا بود، و مردم که این قتل را متوجه حکومت ایران می‌دانستند، به خیابان‌ها آمده و تظاهراتی در شهرهای قم، تهران، یزد، مشهد، شیراز و تبریز برگزار کردند.
خمینی خود با حفظ آرامش و خونسردی، پیامی صادر کرد و در آن، این حادثه را از «الطاف خفیهٔ الهی» نامید و از مردم ایران درخواست کرد پایداری و امیدواری خود را از دست ندهند.

### مقالهٔ روزنامهٔ اطلاعات
در تاریخ ۱۸ دی‌ماه ۱۳۵۶، روزنامهٔ نیمه‌دولتی اطلاعات مقاله‌ای به چاپ رساند که در آن با کلمات اهانت‌آمیزی به خمینی حمله شده بود. این مقاله که احتمالاً به دستور ساواک و با قلم فردی با نام مستعار احمد رشیدی مطلق به چاپ رسیده‌بود، خمینی را فردی «خائن» خوانده بود که «به سود کشورهای بیگانه فعالیت می‌کند».
روز بعد از انتشار این مقاله، جمعیت عظیمی از معترضین خشمگین در شهر قم دست به تظاهرات زدند. این تظاهرات که به قیام ۱۹ دی شهر قم معروف شد، به شکل وسیعی توسط نیروهای امنیتی سرکوب شد و طی آن عدهٔ زیادی کشته یا زخمی شدند.
خمینی پس از مطلع شدن از وقایع نوزده دی، ضمن تسلیت به مردم ایران و با اشاره به سفر جیمی کارتر به کشور، به تشریح آنچه که «پنجاه سال جنایت سلطنت غیرقانونی» خواند پرداخت و «مفاسد ارتش، دانشگاه و مجلس شاهنشاهی» را بیان کرد و در پایان همهٔ طبقات جامعه را به «وحدت کلمه» فراخواند و از تفرقه برحذر داشت.
این تظاهرات بخش آغازین سلسله تظاهراتی بود که روزبه‌روز شدیدتر شد و با برگزاری مراسم سوم، هفتم و چهلم‌های پیاپی و بزرگداشت یاد کشته‌شدگان ادامه یافت و در پایان منجر به سقوط حکومت پهلوی و روی کار آمدن جمهوری اسلامی شد.

### رهبری و هدایت قیام از نجف
خمینی در تمام این مدت، با انتشار پیام‌های متعدد و نوارهای سخنرانی که در آن‌ها مردم را به استقامت و ادامهٔ قیام تا سرنگونی سلطنت و تشکیل حکومت اسلامی دعوت می‌کرد، عملاً همراهی خود با مردم را حفظ کرده‌بود. به‌عنوان مثال، او در مرداد ۱۳۵۶ طی پیامی بیان داشت: «اکنون به واسطهٔ اوضاع داخلی و خارجی و انعکاس جنایات رژیم در مجامع و مطبوعات خارجی فرصتی است که باید مجامع علمی و فرهنگی و رجال وطن‌خواه و دانشجویان خارج و داخل و انجمن‌های اسلامی در هر جایی بی‌درنگ از آن استفاده کنند و بیپرده بپاخیزند.»
خمینی هم‌چنین در جایی دیگر و در یک سخنرانی به مناسبت سالگرد قیام پانزده خرداد، که آخرین سخنرانی او قبل از ترک نجف محسوب می‌شد، قیام علیه شاه و دخالت‌های آمریکا در ایران را تکلیف شرعی اعلام کرد و در تجلیل این روز بیان داشت: «پانزده خرداد باید زنده بماند… ملت ایران نباید پانزده خرداد را از یاد ببرد.»
او هم‌چنین سیاست‌های اعطای آزادی از سوی حکومت را حیله‌ای برای نجات رژیم برشمرد و گفت: «این چه وضعی است که در ایران هست؟ این چه آزادی است که اعطا فرموده‌اند آزادی را؟ مگر آزادی اعطاشدنی است؟! خود این کلمه جرم است. کلمهٔ اینکه اعطا کردیم آزادی را، این جرم است. آزادی مال مردم است. قانون آزادی داده، خدا آزادی داده به مردم، اسلام آزادی داده، قانون اساسی آزادی داده[است] به مردم. اعطا کردیم چه غلطی است! به تو چه که اعطا بکنی!»
خمینی در این پیام آمریکا را «مجرم اصلی» دانست و در این رابطه بیان داشت: «همهٔ گرفتاریها[یی] که ما داریم، از دست آمریکا است. مجرم دست دوم عبارت از این شاه است.»
این پیام‌ها که به‌وسیلهٔ هواداران او تکثیر و در سطح وسیعی در کشور توزیع می‌شد، نقش پررنگی در تحولات آن دوران ایران داشت.

### ادامهٔ مبارزات
چهل روز پس از این تظاهرات، مردم شهرهای مهم با بستن مغازه‌ها و برگزاری راهپیمایی، یاد کشته‌شدگان آن روز را گرامی داشتند. این حرکت، که در ادامه‌یافتن موج تظاهرات و شدت گرفتن آن نقش زیادی داشت، با حوادثی مشابه شهر قم به پایان رسید. در تبریز، تظاهرات گستردهٔ معترضین با کشته شدن بیش از صد نفر توسط نیروهای حکومتی همراه شد.
در ادامهٔ این اعتراضات و در تاریخ ۹ فروردین ۱۳۵۷، که چهلمین روز حادثهٔ تبریز محسوب می‌شد، تظاهرات وسعت بیشتری پیدا کرد و در شهرهای بسیاری، مردم یاد کشته‌شدگان تبریز را با برگزاری تظاهرات گرامی داشتند. در این روز، بیشترین سرکوب‌ها در شهر یزد اتفاق افتاد، جایی‌که در آن نیروهای حکومت بر روی عدهٔ زیادی از معترضین که در مسجد اصلی شهر جمع شده‌بودند آتش گشودند.
در اواسط ماه اردیبهشت، دامنهٔ اعتراضات در شهر تهران شدت گرفت، به‌گونه‌ای که این شهر برای اولین بار بعد از خرداد ۱۳۴۲، حالت نظامی به خود گرفت و ارتش وارد خیابان‌ها شد. در ماه خرداد، شاه برای مهار موج اعتراضات، به فکر اعطای امتیازاتی به مخالفین خود افتاد. یکی از اقداماتی که او در همین راستا انجام داد، کنار گذاشتن تقویم پهلوی بود. حکومت در کنار این اقدامات، هم‌چنان به سرکوب مخالفین ادامه داد.
در ۲۶ مرداد آن سال، تظاهرات گستردهٔ مردم شهر اصفهان موجب شد تا کنترل این شهر از دست دولت خارج شود. به دنبال آن، ارتش وارد عمل شد و با حمله به مردم و اعتراض‌کنندگان، باعث قتل صدها نفر از افراد غیرنظامی شد. دو روز بعد از این واقعه، حادثهٔ سینما رکس آبادان اتفاق افتاد، جایی‌که با بسته شدن در خروجی سالن سینما و وقوع آتش‌سوزی در آن، ۴۱۰ نفر از مردم عادی سوختند. مردم وقوع این اتفاق را به حکومت نسبت می‌دادند و همین باعث گسترش سیل تظاهرات در ماه‌های آینده شد.
در روز عید فطر آن سال، که برابر با روز ۱۳ شهریور می‌شد، تظاهرات به شکل گسترده‌ای در شهرهای اصلی ادامه یافت. معترضین، که تعداد آن‌ها چهار میلیون نفر تخمین زده می‌شد، یک‌صدا خواهان سقوط جکومت شاهنشاهی و برقراری یک حکومت اسلامی با رهبری خمینی بودند. واکنش شاه و حکومت در مقابل این اعتراضات گسترده، برقراری حکومت نظامی و وضع قوانین آمدوشد و ممنوعیت شرکت در تظاهرات در شهرهای مهم بود.
در روز ۱۷ شهریور همان سال، جمعیت معترضی که در میدان ژاله‌ی تهران جمع شده‌بودند با حملهٔ نظامیانی روبه‌رو شدند که میدان را از هر طرف مسدود کرده بودند. طی این حادثه، که بعدها به تظاهرات ۱۷ شهریور و «جمعهٔ سیاه» مشهور شد، ۲۰۰۰ نفر از مردم عادی کشته شدند. حکومت برای سرکوب معترضین در این روز، از هلیکوپترهایی که آمریکا در اختیار ارتش ایران قرار داده‌بود استفاده کرد.
بعد از این حادثه، در تهران و یازده شهر بزرگ دیگر به‌طور رسمی حکومت نظامی برای مدتی ناحدود برقرار شد. اما مردم، تحت تأثیر پیام‌های خمینی، به حکومت نظامی اعتنا نکرده و تظاهرات خود را گسترش دادند. در آن شرایط، فریادهای «الله اکبر»، «مرگ بر شاه» و «درود بر خمینی» با صدای رگبار مسلسل‌ها ادغام شده‌بود بیش از هر صدای دیگری به‌گوش می‌رسید.
بعد از این حوادث و سرکوب‌ها، به‌نظر می‌رسید که حکومت و شاه به نقطه‌ای رسیده‌اند که در آن دیگر بازگشتی وجود نداشت و خشونت‌ها و سرکوب‌ها روزبه‌روز دوران حکومت پهلوی را به پایان خود نزدیک‌تر می‌کرد.
هم‌زمان با این وقایع، خمینی با فرستادن پیام‌ها و اعلامیه‌هایی، مردم را همراهی می‌کرد. در این پیام‌ها که هم در قالب بیانیه‌های چاپی و هم در قالب نوارهای سخنرانی منتشر می‌شد، خمینی به مردم به خطر مقاومت‌هایشان تبریک می‌گفت، اقدامات شاه و حکومت را «مجرمانه» می‌دانست و مسئولیت قتل‌ها و سرکوب‌ها را متوجه آمریکا می‌کرد.
هم‌زمان، رئیس‌جمهور آمریکا، جیمی کاتر، در کریسمس ۱۹۷۷ به تهران سفر کرد و شاه را به‌خاطر «ایجاد ثبات در یکی از پرتنش‌ترین مناطق دنیا» تحسین کرد. در آن زمان شاه تحت حمایت‌های بی‌دریغ سیاسی و نظامی آمریکا قرار داشت.
خمینی که متوجه اتحاد تاریخی مردم ایران در آن روزها شده بود، می‌دانست که اگر این حرکت انقلابی به ثمر ننشیند، بازسازی و برقراری دوبارهٔ این نهضت غیرممکن خواهد بود؛ بنابراین نسبت به هرگونه اقدام به سازش با شاه یا خوردن فریب صحبت‌ها و اقدامات مصالحه‌جویانهٔ او به همگان هشدار داد. او بعد از تظاهرات عید فطر، بیانیه‌ای منتشر کرد و در آن از مردم ایران درخواست کرد که با ادامهٔ تظاهرات و عدم سستی، فشار خود بر حکومت را بیشتر کنند و تظاهرات در آن مقطع را نوعی «عبادت» دانست که هدف آن نجات ملت و برقراری عدالت اسلامی و حکومتی مبتنی بر آن است.

### خمینی در پاریس
یکی دیگر از اقدامات شاه برای مقاومت در برابر اعتراضات مردمی، تصمیم به انتقال خمینی از عراق به مکانی دیگر بود، با این فرض که با جدایی خمینی از نجف و دور شدن او از مجاورت ایران، امکان انتقال پیام‌ها و سخنان او به گوش مردم ایران از بین خواهد رفت. موافقت دولت عراق نیز در دیداری که بین وزیر امور خارجهٔ ایران و عراق در شهر نیویورک حاصل شد به دست آمد. دولت عراق نیز چندان مخالف این تصمیم نبود، چراکه خمینی همواره اخطارهای آن‌ها را نادیده می‌گرفت و یک‌بار در پاسخ به آن‌ها گفت: «من، هم اهل سیاست هستم و هم مذهبی. هیچ وقت از نظرات سیاسی خود عدول و نزول نخواهم کرد.»
به دنبال این تصمیم، در روز اول مهر ۱۳۵۷، خانهٔ خمینی با حضور نیروهای نظامی حکومت بعث محاصره شد. رئیس سازمان امنیت عراق در دیدار با خمینی به او می‌گوید که شرط ادامهٔ اقامت او در این کشور، عدم دخالت در سیاست و دوری از هرگونه فعالیت سیاسی است و خمینی نیز ضمن عدم پذیرش این شرط، اعلام می‌کند که «به‌خاطر مسئولیتی که در مقابل امت اسلام احساس می‌کند حاضر به سکوت نیست.»
در روز دوازده مهر، او عراق را به قصد کویت ترک کرد، اما همان ابتدا و در مرز اجازهٔ وارد شدن به این کشور را دریافت نکرد. به‌نظر می‌رسد که دولت کویت با درخواست حکومت ایران مانع از ورود خمینی به خاک این کشور شده‌است.
بعد از مدتی سرگردانی و مطرح شدن نام کشورهایی مانند الجزایر، لبنان و سوریه به‌عنوان مقصد بعدی، خمینی پس از مشورت با سید احمد، پسر دوم خود که به او ملحق شده‌بود، راهی پاریس شد. او در روز ۱۴ مهرماه وارد پاریس شد و دو روز بعد در منزل یکی از ایرانیان مقیم این کشور واقع در نوفل‌لوشاتو، حومهٔ شهر پاریس، مستقر شد.

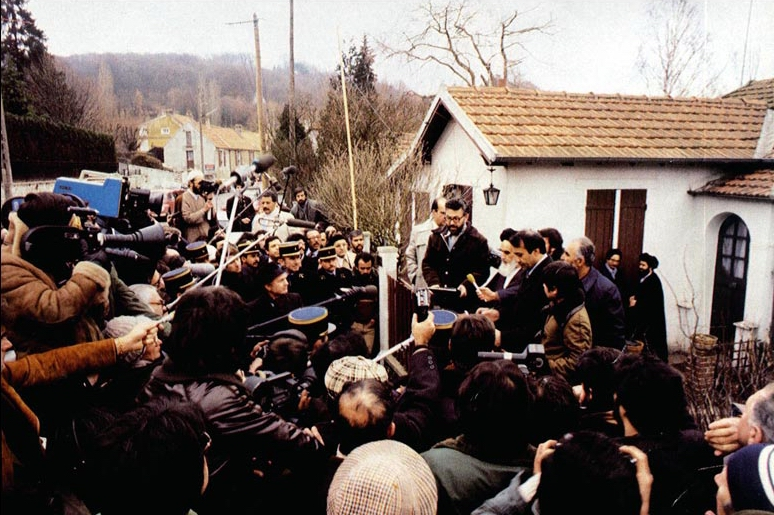
خمینی در نوفل‌لوشاتو. او در فرانسه از آزادی بیشتری برخوردار بود و نه تنها ارتباط او با طرفدارانش در ایران نسبت به دوران حضور در عراق افزایش یافته‌بود، بلکه با حضور خبرنگاران و روزنامه‌نگاران، توجه جامعهٔ جهانی را نیز به‌خود جلب کرده‌بود.

انتشار خبر خمینی به پاریس موجی از شادی را در ایران به‌وجود آورد و باعث رفع نگرانی و اضطراب طرفداران او شد.
خمینی خود ماجرای جدایی از عراق و رفتن به فرانسه را این‌چنین توضیح می‌دهد: «آن‌ها [دولت عراق] از ما تقاضا می‌کردند که چون ما تعهداتی با دولت ایران داریم و این کارهایی که شما و اصحاب شما می‌کنند، مخالف آن تعهدات است، ما نمی‌توانیم تحمل کنیم. من جواب دادم، من که تعهدی ندارم، شما تعهد دارید. من یک تکلیف شرعی دارم، عمل می‌کنم و به تعهد شما اعتنایی نمی‌کنم. هم در منابر خطابه می‌خوانم و هم اعلامیه صادر می‌کنم و هم نوار پر می‌کنم و می‌فرستم؛ این تکلیف من. شما هم هر تکلیفی دارید، عمل کنید… عازم حرکت شدم و … تحت مراقبت دولت عراق آمدم به سر حد کویت و در سر حد کویت هم همان فشاری که در آن جا بر دولت عراق بود، بر دولت کویت هم بود… از آن جا برگشتیم به بصره و از آن جا هم به بغداد ما را بردند و من ملاحظه کردم که ما اگر هر جا برویم از این دوَل اسلامی، همین مطلب است. به همین جهت تصمیم گرفتیم ـ بدون هیچ فکر سابق ـ که ما می‌رویم به فرانسه.»
او در بخش دیگر این سخنان، می‌گوید: «اگر می‌ماندم، خود را در برابر ملت ایران، گنهکار احساس می‌کردم، اما [دیدم] من نمی‌توانم بیتفاوت بمانم.»
در ابتدای ورود خمینی به پاریس، مأمورین دولتی فرانسه نظر رئیس‌جمهور این کشور مبنی بر اجتناب خمینی از هرگونه فعالیت سیاسی را به وی ابلاغ کردند. او نیز در واکنشی تند اعلام کرد که «این‌گونه محدودیت‌ها خلاف ادعای دموکراسی است» و «اگر ناگریز شود تا از این فرودگاه به آن فرودگاه و از این کشور به آن کشور سفر کند، دست از اهدافش نخواهد کشید.»
والری ژیسکار دستن رئیس‌جمهور وقت فرانسه در خاطرات خود نوشته‌است که او دستور اخراج خمینی از فرانسه را صادر کرده بود اما در آخرین لحظه‌ها نمایندگان سیاسی شاه خطر واکنش تند و غیرقابل مهار مردم را گوشزد کرده و در مورد عواقب آن در ایران و اروپا از خود سلب مسئولیت کرده بودند.
برای خمینی تجربهٔ اقامت در یک کشور غیرمسلمان آزاردهنده به‌نظر می‌رسید، از همین‌رو در اعلامیه‌ای که او در ۱۹ مهر ۵۷ به مناسبت چهلمین روز حادثهٔ جمعهٔ سیاه از نوفل‌لوشاتو منتشر کرد، ابراز تمایل کرد که به هر کشور مسلمانی که در آن آزادی بیان او تضمین باشد نقل مکان خواهد کرد. هیچ کشور مسلمانی در آن زمان حاضر به پذیرفتن چنین شرطی نشد.
خروج خمینی از نجف نه تنها در کاهش اعتراضات تأثیری نداشت، بلکه باعث افزایش آن نیز شد، طوری‌که می‌توان گفت طرح انتقال خمینی به خارج از عراق برای حکومت پهلوی عملاً با شکست همراه شد. ارتباط تلفنی با تهران از پاریس به مراتب ساده‌تر از نجف بود و خمینی به سادگی پیام‌ها و فرمان‌های خود را از محل اقامت خود به گوش مردم ایران می‌رساند و نهضت آن‌ها را رهبری می‌کرد. علاوه بر آن، حضور خبرنگاران بسیاری که از نقاط مختلف دنیا راهی پاریس شده‌بودند موجب شده‌بود تا سخن و تصویر او بعد از مدتی کوتاه در رسانه‌های دنیا انتشار یابد.
خمینی در مدت چهار ماه اقامت خود در نوفل لوشاتو توجه بسیاری از مراکز خبری جهان را به خود جلب کرد و گفتگوها و مصاحبه‌های متعدد آن‌ها با او موجب آشنایی بیشتر مردم دنیا با اندیشه‌ها و دیدگاه‌هایش شد. در این مدت، دهکدهٔ نوفل لوشاتو هر روز شاهد ازدحام گروه‌های مختلف از مردم عادی، روحانیون، دانشجویان، روشنفکران، سیاستمداران و خبرنگاران رسانه‌های گوناگون جهان بود که مشتاقانه به دیدار پیرمردی می‌رفتند که از راه دور در حال هدایت انقلابی بزرگ بود.

### آخرین روزهای سلطنت
خمینی در ۲۰ مهر ۱۳۵۷ در گفتگو با خبرنگار بی‌بی‌سی گفت: «باید این رژیم برچیده بشود و پس از آن… به آرای عمومی رجوع بشود برای تشکیل یک مجلس.»
وی هم‌چنین در سخنرانی‌های متعدد دیگری، به تببین بیشتر ابعاد حکومتی پرداخت که پس از سقوط حکومت پهلوی، قصد تأسیس آن را داشت.
در همان روزها، یکی از سیاست‌مداران ایرانی با طرح این موضوع که خمینی «زجر کشیده» و «از ناحیهٔ حکومت اذیت شده»، اظهار داشت که خمینی با این‌وجود «باید از این موضوع گذشت کند». خمینی نیز در یکی از سخنرانی‌های خود به تفصیل در این‌باره سخن گفت. او در بخشی از این سخنرانی چنین گفت:
«من نه در زندان، نه در حصر و نه در تبعید، زجر و سختی خاصی نکشیده‌ام و در همهٔ این مراحل شخصاً مشکل و ناراحتی نداشته‌ام… ما زجری ندیدیم… که مخالفت‌مان با این آدم [شاه] برای زجر باشد. ما زجرمان، زجر این ملت است. من وقتی صورت آن مردهایی که بچه‌هایشان و پسرهایشان را کشتند در ذهنم می‌آید، زجر می‌برم… آنچه مرا زجر می‌دهد، آن مصیبتی است که بر ملت ما وارد شده…»
هم‌زمان در ایران، شاه دائماً اقدام به تغییر و بازسازی دولت می‌کرد. در آغاز، او جمشید آموزگار را جانشین هویدایی کرد که سیزده سال منصب نخست‌وزیری را بر عهده داشت. سپس فردی به‌نام جعفر شریف‌امامی را که مواضعی محافظه‌کارانه داشت به‌عنوان نخست‌وزیر بر سر کار آورد. دولت شریف‌امامی، که شعارش «دولت آشتی ملی» بود، دو ماه بیشتر دوام نیاورد. تلاش شریف‌امامی برای مصالحه با علما و برقراری رابطه با آن‌ها، از جمله ملاقات با محمدکاظم شریعتمداری در قم، نیز تأثیری بر جریانات ضدحکومتی نگذاشت. بعد از آن و در تاریخ ۱۵ آبان، شاه دولتی نظامی با ریاست غلامرضا ازهاری تشکیل داد. این اقدام او، که به‌وضوح به پیشنهاد آمریکا صورت می‌گرفت، تأثیر زیادی بر افزایش سرکوب‌ها و خشونت‌ها گذاشت.
هیچ‌کدام از این اقدامات نتوانست بر موج اعتراضات مردم ایران تأثر بگذارد. شاه در آن زمان در اوج درماندگی قرار داشت و حتی از سفیران آمریکا و انگلیس درخواست راه حل می‌کرد، اما طرح‌های آنان نیز نتیجه‌ای دربر نداشت.
خمینی در نوفل لوشاتو هم‌چنان به هدایت قیام مردم و ارسال پیام و بیانیه ادامه می‌داد. وقتی حکومت پهلوی در آبان ۵۷، اقدام به هجوم به حرم علی بن موسی‌الرضا در مشهد کرد و موجب کشته یا زخمی شدن عده‌ای مردم عادی شد، خمینی طی بیانیه‌ای نسبت به این حادثه این‌طور واکنش نشان داد: «دولت یاغی نظامی به امر شاه، تر و خشک را به آتش کشیده و یکی از بزرگترین ضربه‌های این جنایتکار به اسلام، به مسلسل بستن بارگاه قدس حضرت علی بن موسیالرضا صلوات‌الله‌علیه است. این بارگاه مقدس در زمان رضاخان به مسلسل بسته شد و قتل‌عام مسجد گوهرشاد به وجود آمد و در زمان محمدرضاخان آن جنایت تجدید [شد] و دژخیمان شاه در صحن و حریم آن حضرت ریخته و کشتار کردند… بر تمام طبقات لازم است با هر وسیلهٔ ممکن به سقوط این دستگاه جبار قیام کنند. اطاعت[از] این دستگاه، اطاعت [از] طاغوت و حرام است…»
در تاریخ ۲ آذر، یک هفته قبل از آغاز ماه محرم، خمینی بیانیه‌ای صادر کرد و در آن این ماه را ماه «شمشیر خدا در دستان سربازان اسلام، پیامبر اسلام و پیروان امام حسین، سیدالشهدا» خواند. او در این بیانیه، مردم را به «استفاده از این ماه» و «ایمان به خدا» فراخواند و از آن‌ها خواست «ریشه‌های باقی‌ماندهٔ درخت ستم و بیداد را خشک کنند.»
با آغاز ماه محرم، تظاهرات در کشور به شکل گسترده‌تری ادامه یافت. هزاران نفر از مردم کفن‌پوش شهرهای مختلف به خیابان‌ها ریختند و این در حالی بود که برقراری حکومت نظامی نیز در کاهش تعداد تظاهرات‌کنندگان تأثیری نداشت.
در نهم ماه محرم، یک میلیون نفر از مردم تهران با شرکت در تظاهراتی گسترده، خواهان برکناری سلطنت شدند. در روز بعد – روز عاشورا – بیش از دو میلیون نفر تظاهرات‌کننده در این شهر به خیابان‌ها ریختند و با صدور یک بیانیهٔ مشترک هفده ماده‌ای، اصلی‌ترین خواستهٔ خود را تشکیل حکومتی اسلامی با سرپرستی خمینی اعلام کردند.
با ادامهٔ تظاهرات مردم، حکومت شاه رفته‌رفته به پایان خود نزدیک می‌شد. ارتش با این‌که به کشتار مردم ادامه می‌داد اما به نظر می‌رسید در مهار آن‌ها عامل چندان مؤثری به‌نظر نمی‌آمد. از طرفی، حکومت ایران از نظر اقتصادی نیز در وضعیت مطلوبی نبود، چرا که در تاریخ ۲۷ آذر اعتصاب عمومی سراسر کشور را فرا گرفت و در روزهای بعدی نیز ادامه پیدا کرد. این اقدام که از روش‌های موفق خمینی در پیش‌برد مبارزه علیه حکومت شاه محسوب می‌شد، در ماه‌های پایانی حکومت شاه به ارکان اصلی حکومت و وزارت‌خانه‌ها و مراکز نظامی کشیده‌شد و با اعتصاب کارکنان شرکت نفت و بانک‌ها و مراکز حساس دولتی، به اوج خود رسید.
شاه که دوران حکومت خود را رو به پایان می‌دید، به دلیل ممانعت از تشکیل یک دولت اسلامی، اقدام به روی کار آوردن دولتی متشکل از سیاست‌مداران ملی‌گرای لیبرال و سکولار کرد. در ۱۳ دی ۵۷، شاپور بختیار که از اعضای جبههٔ ملی محسوب می‌شد، به عنوان جانشین ارتشبد ازهاری به سمت نخست‌وزیری منصوب شد. رهبران چهار کشور صنعتی جهان در کنفرانس گوادلوپ گرد هم آمده بودند و همگی بر حمایت از بختیار به توافق رسیده‌بودند.
در تاریخ ۲۲ دی، تشکیل شورای نه نفرهٔ نایب سلطنت به سرپرستی سید جلال‌الدین تهرانی اعلام شد. این شورا وظیفه داشت اختیارات شاه را در زمان غیبت او بر عهده بگیرد. این اقدامات هیچ‌کدام در عزم خمینی مبنی بررسیدن به هدفی که اکنون بسیار نزدیک به‌نظر می‌رسید تأثیری نداشت. روز بعد از تشکیل شورای نه‌نفره، خمینی از نوفل‌لوشاتو اقدام به تشکیل شورایی با نام شورای انقلاب اسلامی کرد که هدف آن، تعیین دولتی انتقالی به‌جای دولت بختیار بود. او پیش از آن و در آبان ماه، سید محمد بهشتی و مرتضی مطهری را مأمور شناسایی و معرفی افراد مناسب برای تشکیل شورای انقلاب کرد. این اقدام را می‌توان مهم‌ترین تصمیم خمینی در دوران اقامت در پاریس دانست.
در آن روزها، خمینی – آن‌گونه که خود گفته – روزانه بیش از ۱۶ ساعت به کار و فعالیت مشغول بوده و انجام مصاحبه‌ها، مذاکرات، سخنرانی‌ها، خواندن گزارش‌ها، بررسی نامه‌ها و تلگراف‌ها و پاسخ به آن‌ها مهم‌ترین مشغلهٔ او در آن روزها محسوب می‌شد.
در ۲۶ دی ۱۳۵۷، شاه همراه با همسرش ایران را برای مدتی نامعلوم ترک کرد. او این اقدام خود را، که احتمالاً به اجبار غرب صورت می‌گرفت، یک «غیبت موقت» نامید. مراکش کشوری بود که شاه به‌عنوان مقصد خود در نظر گرفته بود. او در آن‌جا مهمان شاه حسن، پادشاه این کشور بود. گفته می‌شود تلاش‌های او برای عزیمت به کشورهای اروپایی بی‌فایده بوده و کشورهای فرانسه، اسپانیا، انگلیس و سوئیس در مورد عدم تضمین امنیت او به وی خبر داده بودند.
بعد از پخش خبر خروج شاه از ایران، موجی از شادی سراسر کشور را فرا گرفت. خمینی در همان روز و راس ساعت ۲۰:۳۰، پیامی کوتاه صادر کرد و در آن بیان داشت:
«خروج شاه از ایران، اولین مرحلهٔ پایان یافتن سلطه جنایت‌بار پنجاه سالهٔ رژیم پهلوی می‌باشد که به دنبال مبارزات قهرمانانهٔ ملت ایران صورت گرفته‌است. من این پیروزی مرحله‌ای را به ملت تبریک می‌گویم و بیانیه‌ای خطاب به ملت صادر خواهم کرد.»
او هم‌چنین در این پیام دو تصمیم مهم خود را به اطلاع همگان رساند:
«الف. ما به‌زودی دولت موقت انتقالی را برای اجرای انتخابات مجلس مؤسسان و تصویب قانون اساسی جدید معرفی می‌کنیم. ب. بازگشت من به ایران در اولین فرصت مناسب انجام خواهد شد.»
او همان روز به درخواست خبرنگاران رسانه‌های مختلف برای انجام مصاحبه پاسخ مثبت داد و سایر نظرات خود را بیان کرد. از جمله این‌که او در آن زمان گفت:
«من از ملت می‌خواهم که خودشان مواظب نظم مملکت باشند و جوانان غیور ما کنترل شهرستان‌ها و دهات و قرا را به دست گیرند.»
او هم‌چنین در پیامی دیگر، مواردی دربارهٔ لزوم تداوم تظاهرات، تشکیل دولت موقت و استعفای وزرا و درجه‌داران نظامی را بیان کرد.
در آن شرایط برای پیروزی انقلاب، تنها برکناری بختیار و پیشگیری از وقوع کودتایی احتمالی به منظور برگرداندن شاه به کشور لازم بود. زمانی که جلال‌الدین تهرانی از ایران راهی پاریس شد تا با خمینی دیدار و گفتگو کند، خمینی تنها زمانی حاضر به دیدار با او شد که وی از شورای نایب سلطنت استعفا داده و آن را غیرقانونی اعلام کند.
آن روزها ارتش ایران نیز در حال نزدیک شدن به مرز فروپاشیدن بود، و این در شرایطی بود که روزبه‌روز بر تعداد افسران و سربازانی که به انقلاب می‌پیوستند افزوده می‌شد. وقتی آمریکا به ژنرال هایزر، معاون فرماندهٔ نیروهای ناتو در اروپا ٬مأموریت داد تا امکان ایجاد یک کودتای نظامی را بررسی کند، او گزارشی داد که در آن حتی «فکر کردن به چنین برنامه‌ای» را بی‌معنی دانسته بود. وی که برای انجام مأموریتی سرّی به مدت دو ماه به تهران آمده بود، بعدها در صحبت‌هایش، هدف این مأموریت را جلب حمایت نظامیان از بختیار و سامان دادن به دولت او، شکستن اعتصاب‌ها و سرانجام تدارک کودتای نظامی برای بازگشت دوبارهٔ شاه به قدرت، مشابه ۲۸ مرداد ۱۳۳۲، اعلام کرد. اما جلسات پیاپی او با مستشاران نظامی آمریکا و امرای ارتش شاه نیز نتوانست به بختیار در فائق آمدن بر اعتصاب‌ها و پایان دادن به قیام مردمی کمکی بکند.

### بازگشت به ایران

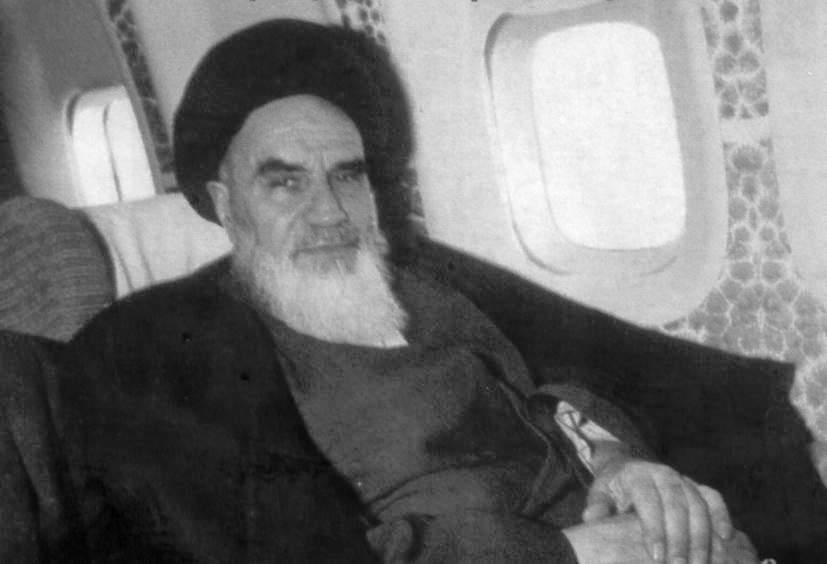
خمینی در هواپیما و در حال پرواز به سمت ایران. زمانی که خبرنگاری لحظاتی پیش از فرود هواپیما از او در مورد احساسش پرسید، خمینی پاسخ داد: «هیچی!»

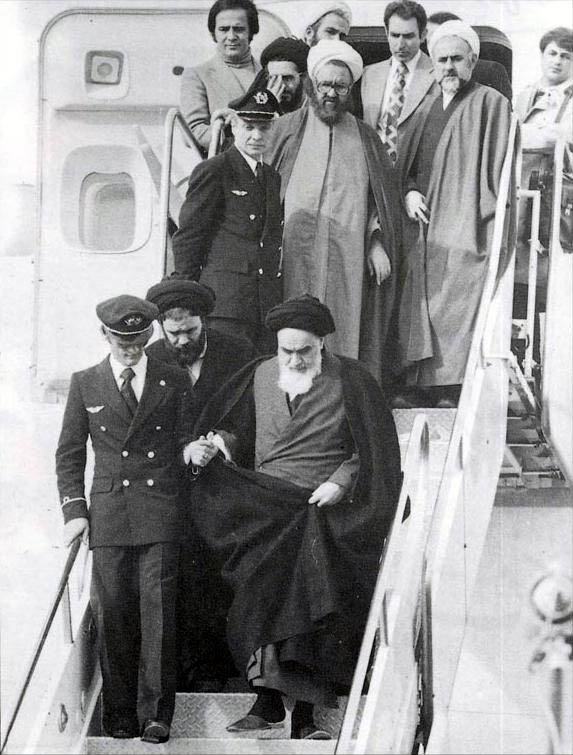
خمینی در حال پیاده شدن از هواپیما و ورود به کشور، پس از پانزده سال تبعید

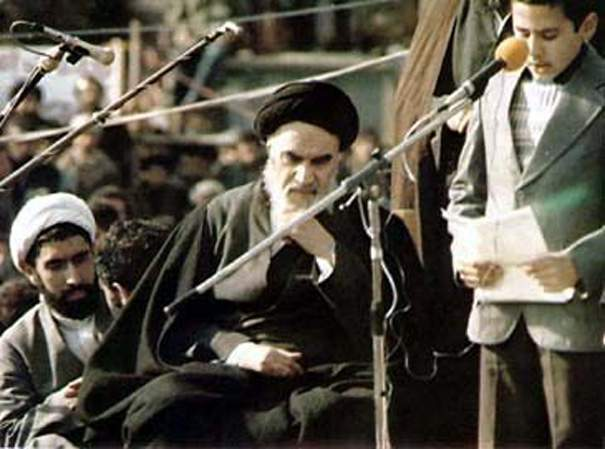
سخنرانی خمینی در بهشت زهرا و در حضور هزاران طرفدارش. او در این سخنرانی از عزم خود برای تعیین دولت خبر داد و گفت: «من توی دهن این دولت می‌زنم!»

به نظر می‌رسید آن روزها شرایط از هر نظر برای بازگشت خمینی به کشور و سرپرستی انقلاب آماده است. اوایل بهمن‌ماه، خبر تصمیم او در بازگشت به کشور منتشر شد. این موضوع از یک طرف موجب شادی مردم طرفدار او شد، اما از سوی دیگر نگرانی‌هایی بابت سلامتی و حفظ جان در میان هواداران او وجود داشت، چراکه هم‌چنان دولت تعیین‌شده از طرف شاه بر سر کار و حکومت نظامی نیز برقرار بود. این موضوع سبب شد که دوستان و نزدیکان خمینی به او توصیه کنند سفر خود را تا تأمین کامل شرایط مناست به تعویق بیندازد.
با توجه به این‌که ورود خمینی به خاک ایران عملاً به معنی پایان کار حکومت پهلوی بود، تلاش‌های زیادی برای جلوگیری از سفر خمینی به کشور، یا به تعویق انداختن آن، انجام شد؛ از جمله تهدید به انفجار هواپیما یا وقوع کودتای نظامی در ایران. حتی رئیس‌جمهور فرانسه نیز برای این موضوع واسطه شد، و با فرستادن نمایندگانی به نوفل‌لوشاتو، سعی در متقاعد کردن خمینی به عدم ترک فرانسه کرد. اما خمینی تصمیم خود را گرفته بود و طی پیام‌هایی به مردم ایران گفته‌بود که می‌خواهد در آن روزهای سرنوشت‌ساز در کنار آن‌ها باشد.
در ایران، مردم برای بازگشت او به کشور بی‌قرار بودند. در تهران، ستاد مرکزی استقبال شکل گرفت تا برای بازگشت خمینی به کشور، برنامه‌ریزی و هماهنگی‌های لازم را انجام دهد. در بیشتر شهرستان‌ها نیز ستادهای فرعی برای فراهم کردن مقدمات سفر علاقه‌مندان به تهران و حضور در مراسم استقبال از او تشکیل شد.
دولت بختیار با هماهنگی ژنرال هایزر، فرودگاه‌های کشور را به‌روی پروازهای خارجی بست. در پی این اقدام، جمعیتی انبوه از سراسر کشور به‌سوی تهران سرازیر شدند و در تظاهرات میلیونی مردم تهران شرکت کرده و خواهان باز شدن فرودگاه‌ها بودند. آن‌ها از ششم بهمن در خیابان‌ها و مساجد و محافل گوناگون شهر تهران در انتظار بازگشایی فرودگاه و ورود خمینی به کشور به سر می‌بردند. مأموران نظامی نیز در چند مرحله با جمعیت مستقبلین درگیر شده و گروهی را کشته یا زخمی‌کردند. هم‌چنین جمعی از روحانیون و شخصیت‌های سیاسی در مسجد دانشگاه تهران دست به تحصن زدند. دولت بختیار نیز سرانجام بعد از شش روز، تسلیم خواستهٔ مردم شد و به‌ناچار اجازهٔ ورود خمینی را صادر کرد.
بعد از این‌که چندین بار در این راه تأخیر به وجود آمد و تاریخ‌های اولیه‌ای که برای ورود او اعلام شده‌بود دچار تغییر شد، و نیز اشغال فرودگاه مهرآباد توسط ارتش از ۴ تا ۱۰ بهمن، خمینی سرانجام عصر روز ۱۱ بهمن با پرواز هواپیمایی ایر فرانس فرانسه را ترک و صبح روز بعد، بامداد ۱۲ بهمن ۱۳۵۷، پس از چهارده سال تبعید وارد تهران شد.
او پیش از پرواز، بیعتش را از یاران و همراهان خود که در پاریس حضور داشتند برداشت و صراحتاً به آن‌ها اعلام کرد: «ممکن است… در این سفر خطر در کار باشد و من میل ندارم که به خاطر من، شما خدای نخواسته در خطر بیفتید.»
او در آخرین مصاحبهٔ خود در پاریس، در پاسخ به یک خبرنگار فرانسوی که از وی پرسید «آیا شما از حمایت‌های خارجی برخوردارید؟»، پاسخ داد: «هیچ حمایتی از ما نشده‌است… و ما محتاج هیچ حمایتی نیستیم، ملت ایران اراده کرده‌است تا پیروز شود و حتماً پیروز خواهد شد.»
وی هم‌چنین پیش از ترک دهکدهٔ نوفل لوشاتو، طی پیامی از مهمان‌نوازی مردم و دولت فرانسه، و به‌طور ویژه از اهالی نوفل لوشاتو، تشکر و قدردانی کرد.
خمینی در میان استقبال بی‌نظیری بعد از سال‌ها تبعید وارد کشور شد، طوری‌که رسانه‌های غربی جمعیت استقبال‌کننده را بین چهار تا شش میلیون نفر تخمین می‌زدند. برخی منابع دیگر، جمعیت استقبال‌کننده در تهران را بالغ بر ۱۰ میلیون نفر ثبت کرده‌اند. پیتر جنینگز، خبرنگار ای‌بی‌سی نیوز، که در آن زمان وقایع را مستقیماً از تهران گزارش می‌کرد، جمعیت حاضر را شش میلیون برآورد کرد.
نخستین کلام او در سالن فرودگاه بر زبان آورده شد: «من از عواطف طبقات مختلف ملت تشکر می‌کنم، عواطف ملت ایران به دوش من بار گرانی است که نمی‌توانم جبران کنم… وحدت کلمه رمز پیروزی است.»
او سپس از میان جمعیتی که تمام مسیر ۳۰ کیلومتری فرودگاه تا بهشت زهرا را پر کرده‌بودند، راهی مزار کشته‌شدگان انقلاب شد تا نخستین احترامش را نثار آنان کرده باشد. خودروی حامل او به دلیل ازدحام بیش از حد مردم، با زحمت بسیار و به‌کندی حرکت می‌کرد.
خمینی در بهشت زهرا و در میان جمعیت انبوه طرفداران خود، سخنرانی مهمی انجام داد. او ابتدا سخنانش را این‌گونه آغاز کرد:
«... ما در این مدت، مصیبت‌ها دیدیم، مصیبت‌های بسیار بزرگ و بعض پیروزی‌ها حاصل شد که البته آن هم بزرگ بود، مصیبت‌های زن‌های جوان‌مرده، مردهای اولاد از دست داده، من وقتی چشمم به بعضی از اینها که اولاد خودشان را از دست داده‌اند، می‌افتد، سنگینی در دوشم پیدا می‌شود که نمی‌توانم تاب بیاورم… من نمی‌توانم تشکر از این ملت بکنم که همه چیز خودش را در راه خدا داد.»
وی در مورد شاه گفت: «محمدرضا پهلوی فرار کرد و همه چیز ما را به باد داد. مملکت ما را خراب کرد و قبرستانهای ما را آباد.»
او در ادامه با اشارهٔ کوتاه به چگونگی شکل‌گیری سلسلهٔ پهلوی، با تصریح بر «غیرقانونی بودن آن»، برخی فسادها و خسارت‌های این حکومت را برشمرد. سپس از بختیار به‌عنوان «آخرین نفس‌های ضعیف حکومت شاه» نام برد و از تصمیم خود مبنی بر ایجاد دولتی جدید به‌جای دولت او صحبت کرد و گفت: «من دولت تعیین می‌کنم، من تو دهن این دولت می‌زنم. من به پشتیبانی این ملت دولت تعیین می‌کنم.» در پایان نیز با نصیحت ارتش، سران آن را به بازگشت به آغوش ملت دعوت کرد.
نخستین اقامت‌گاه خمینی در ایران، مدرسهٔ رفاه در نزدیکی میدان بهارستان بود. پس از استقرار در آن‌جا، فعالیت‌های فشردهٔ او بلافاصله آغاز شد، اموری مانند برنامه‌ریزی برای نهایی کردن پیروزی انقلاب، پاسخ‌گویی به احساسات هوادارانی که نشانی مدرسهٔ رفاه را پیدا کرده‌بودند و از عصر همان روز اول پی‌درپی آن‌جا می‌فتند، تنظیم ارتباط با علما و بزرگان، و…
برنامه‌های او در این مدت به‌اندازه‌ای فشرده بود که فقط در همان روز نخست، علی‌رغم خستگی ناشی از سفر، و سخنرانی‌های فرودگاه و بهشت زهرا و دیدار با افراد مختلف، پیامی خطاب به افسران، درجه داران و سربازان ارتش مبنی بر عدم همکاری با دولت بختیار صادر کرد.

### پیروزی انقلاب
دولت موقتی که خمینی از آن سخن گفته بود در تاریخ ۱۵ بهمن تعیین شد. او این دولت را «دولت الهی» نامید و نافرمانی در مقابل آن را با نافرمانی در برابر خدا یکی دانست.
خمینی مهدی بازرگان، کسی که سال‌ها در سازمان‌های اسلامی بسیاری از جمله نهضت آزادی فعالیت داشت را به‌پیشنهاد شورای انقلاب به عنوان نخست‌وزیر این دولت منصوب کرد. بازرگان که از چهره‌های متدین و باسابقهٔ مبارزاتی علیه حکومت شاه به حساب می‌آمد و در ماجرای ملی شدن صنعت نفت نیز نقش داشت، توسط شورای انقلاب معرفی و پیشنهاد شده‌بود. خمینی در متن حکم انتصاب او تصریح کرده‌بود که او را «بدون در نظر گرفتن روابط حزبی» مأمور تشکیل کابینه برای تهیهٔ مقدمات همه‌پرسی و برگزاری انتخابات کرده‌است.
در حکم خمینی آمده‌است: «... جناب‌عالی را بدون در نظر گرفتن روابط حزبی و بستگی به گروهی خاص مأمور تشکیل دولت موقت می‌نمایم… مقتضی است که اعضای دولت موقت را هر چه زودتر با توجه به شرایطی که مشخص نموده‌ام، تعیین و معرفی نمایید.»
او از مردم ایران درخواست کرد تا نظر خود را در مورد انتخاب بازرگان اعلام کنند. مردم سراسر کشور به خیابان‌ها آمده و با برگزاری راهپیمایی‌های گسترده به حمایت از تصمیم او پرداختند.
ده سال بعد و در تاریخ سوم اسفند ۱۳۶۷، خمینی در پیامی به روحانیون، در مورد انتخاب بازرگان به‌عنوان نخست‌وزیر چنین گفت: «من امروز بعد از ده سال از پیروزی انقلاب اسلامی همچون گذشته اعتراف می‌کنم که بعضی تصمیمات اول انقلاب در سپردن پست‌ها و امور مهمه کشور به گروهی که عقیدهٔ خالص و واقعی به اسلام ناب محمدی نداشته‌اند، اشتباهی بوده‌است که تلخی آثار آن براحتی از بین نمی‌رود. گرچه در آن موقع هم من شخصاً مایل به روی کار آمدن آنان نبودم، ولی با صلاحدید و تأیید دوستان قبول نمودم.»
یک هفته پس از اعلام دولت موقت، و در حالی‌که روزبه‌روز بر تعداد سربازانی که از ارتش جدا می‌شدند و به «کمیته‌های انقلاب» می‌پیوستند، بختیار در تهران اعلام حکومت نظامی‌کرد. خمینی فرمان شکستن حکومت نظامی را داد و تهدید کرد اگر کشتار مردم توسط نیروهای باقی‌ماندهٔ وفادار به شاه ادامه یابد، فتوای رسمی جهاد خواهد داد.

بیعت افسران نیروهی هوایی با خمینی در محل اقامت او. همافران اولین گروهی بودند که از ارتش به مردم پیوستند.

در تاریخ ۱۹ بهمن، گروهی از افسران و درجه‌داران نیروی هوایی با خمینی در محل اقامت او، یعنی مدرسهٔ علوی، دیدار و با او بیعت کردند. این اتفاق ارتش شاه را به سقوط کامل خود نزدیک‌تر کرد.
بسیاری از سربازان و درجه‌داران ارتش با فتوای خمینی پادگان‌ها را ترک کرده و به مردم پیوسته‌بودند. روز بیست بهمن، همافران در مهم‌ترین پایگاه هوایی تهران دست به قیام زدند. بلافاصله پس از آن، گارد شاهنشاهی برای سرکوب آن‌ها وارد عمل شد. دامنهٔ این درگیری به‌سرعت به بیرون از پادگان گسترش یافت و مردم در حمایت از نیروهای انقلابی وارد عمل شدند. درگیری در تمام روز شنبه ۲۱ بهمن نیز ادامه یافت. خیابان‌های تهران، که توسط مردم سنگربندی شده‌بود، شاهد درگیری و نبردی شد که آخرین مقاوت‌های حکومت دربرابر مردم محسوب می‌شد. در این‌روز زره‌پوش‌ها و نفربرهای نظامی تنها زمانی از واکنش مردم در امان می‌ماندند که عکسی از خمینی را حمل می‌کردند. در طی این روز، پایگاه‌های پلیس و مراکز دولتی یکی پس از دیگری به دست مردم می‌افتادند و سقوط می‌کردند.
ساعت ۲ بعد از ظهر، اخبار رادیو اعلامیهٔ فرمانداری نظامی تهران را پخش کرد که براساس آن، از ساعت ۴:۳۰ بعدازظهر رفت‌وآمد در خیابان‌ها ممنوع می‌شد. از سویی دیگر، خمینی اعلامیهٔ حکومت نظامی را «خدعه» و «خلاف شرع» خوانده و از مردم خواست به‌هیچ وجه به آن اعتنا نکنند.
خطر این تصمیم به‌اندازه‌ای بود که مهدی بازرگان و طالقانی با اصرار، درصدد تغییر نظر خمینی برآمدند. آنان اعتقاد داشتند که این فرمان او کشتار جمعی وسیعی را به‌وجود خواهد آمد.
بختیار در آن روز، جلسهٔ اضطراری شورای امنیت را تشکیل داد و فرمان اجرای کودتای طراحی‌شده از سوی هایزر را صادر کرد. از سویی دیگر، پیام خمینی مبنی بر جلوگیری مردم از توطئهٔ در شرف وقوع و به خیابان‌ها ریختن آن‌ها و نیز لغو حکومت نظامی، باعث شده‌بود تا سیل جمعیت زن و مرد و کودک و بزرگ به خیابان‌ها ریخته و مشغول سنگربندی شوند. بدین ترتیب، اولین تانک‌ها و تیپ‌های زرهی کودتاچیان به محض حرکت از پایگاه‌هایشان به‌وسیلهٔ مردم متوقف شده و از کار افتادند. کودتا در همان آغاز کار خود با شکست روبه‌رو شد و بدین ترتیب، آخرین مقاومت‌های حکومت پهلوی نیز درهم شکسته شد.
در روز یکشنبه ۲۲ بهمن، ارتش تسلیم شد و کناره‌گیری خود از درگیری‌ها را اعلام نمود. خمینی نیز از مردم خواست درصورت بازگشت ارتش به پادگان‌ها، آرامش و نظم را حفظ کنند.
بعد از آن‌که ارتش دست از حمایت خود از بختیار برداشت، تمام بخش‌های حکومت، از قبیل سیاسی، اداری و نظامی سقوط کرد و انقلاب پیروز شد.

## پی‌نوشت‌ها
1. ↑  پس از پایان یافتن بنای مدرسهٔ خان، برنامه درسی منظمی برای آن تنظیم می‌شود که در آن فراگیری زبان انگلیسی نیز گنجانده شده بود. وقتی آن را [بروجردی] دید، گفت: «اگر کسی یک زبان بداند، یک آدم، اگر دو زبان بداند، دو آدم و اگر سه زبان بداند، سه آدم است.» رجوع کنید به: مجله حوزه، مرداد - آبان ۱۳۷۳، صفحهٔ ۱۶۷.
2. ↑  چند ماه پس از درگذشت او، یکی از نشریات آن زمان نوشت: «حوزه علمیه قم، طی پانزده سال ریاست عالیه حضرت فقید بروجردی، به سرعت راه ترقی و نیرومندی مترقیانه‌ای را می‌پیمود. علاوه بر افزایش مدرسین، حوزه‌های درسی و محصلین علوم دینی، تحول بزرگ و بی‌سابقه‌ای نیز در چگونگی ربیت شاگردان این دانشگاه بزرگ روحانی پدیدار شد. بدین ترتیب که نسل جدیدی از روحانیون و طلاب پرورده شدند که بسیار روشنفکر، قادر به فهم تحولات علمی و اجتماعی، موقع‌شناس و آشنا به سیاست جهانی و علوم جدیدند. این دسته ظاهرشان آراسته‌تر از گذشتگان و معلوماتشان مفیدتر برای معرفی حقیقت اسلام و شیعه به جهانیان نیز صلاحیتشان محرز است. افراد این نسل جدید، بعضی یکی دو زبان خارجی فراگرفته‌اند یا می‌گیرند، کتاب‌های علمی و اجتماعی و سیاسی را به دقت و روشن‌بینی خاصی مطالعه می‌کنند. در نویسندگی قدرت فراوانی دارند، و در کلاس درس و منابر و مجالس مسائل و مطالب را خیلی نیکوتر و مؤثرتر بیان می‌نمایند… از همین دسته‌اند کسانی که دست به انتشار نشریاتی مانند ماهنامهٔ «مکتب اسلام» و ماهنامهٔ «مکتب تشیع» زده‌اند؛ که از نشریات بسیار آموزنده و مؤثر مذهبی در دوره ما بشمارند و در این دوران نشریات و کتاب‌هایی که به وسیلهٔ فضلا و مدرسین محترم قم چاپ و نشر شده که اهمیت بین‌المللی پیدا کرده‌است.»
(مجلهٔ اطلاعات هفتگی، ۱۸ فروردین ۱۳۴۰، شماره ۱۰۱۷. به نقل از آینهٔ پژوهش، شمارهٔ خرداد و تیر ۱۳۷۰، صفحهٔ ۱۰ و ۱۱.)
3. ↑  با نام تقریرات درس اصول العظمی بروجردی، از اول مباحث اصول تا ظن - (بین سالهای ۱۳۶۴ تا ۱۳۶۹ هجری قمری).
4. ↑  کاشانی نیز از لبنان (محل تبعید) طی پیامی با این تصمیم شاه مخالفت کرد.
رجوع کنید به: حمید انصاری، حدیث بیداری، ص. ۳۲.
5. ↑  سورهٔ سباء، آیهٔ ۴۶
6. ↑  ظاهراً منظور او این بوده‌است که نگویید الان هم باید به روش شیخ عبدالکریم حائری عمل کرد و ساکت بود. از جملات بعدی او چنین برمی‌آید که اگر در زمان شیخ عبدالکریم حائری، سکوت جایز و لازم بوده‌است، الان شرایط فرق کرده و نباید سکوت کرد.
7. ↑  در جایی دیگر، تاریخ تصویب این لایحه ۱۶ مهر ۱۳۴۱ درج شده‌است.
ببینید: «امام خمینی از ولادت تا رحلت». بنیاد اندیشه اسلامی. بایگانی‌شده از اصلی در ۳ اوت ۲۰۱۱. دریافت‌شده در ۵ سپتامبر ۲۰۱۱.
8. ↑  احتمالاً به‌همین دلیل احزاب چپ و کمونیستی قیام ۱۵ خرداد را حرکتی ارتجاعی و مذبوحانه از جانب فئودال‌ها می‌دانستند.
ببینید: سید حمید روحانی، بررسی و تحلیلی از نهضت امام خمینی، جلد اول، ص. ۵۱۵.
9. ↑  نظیر همین حوادث در همان روز و در مدرسهٔ طالبیهٔ تبریز نیز روی داده‌بود.
10. ↑  جمال عبدالناصر در آن زمان به دلیل همکاری شاه با اسرائیل روابط تیره‌ای با شاه داشت.
11. ↑  برخی منابع روز بازگشت او را ۱۷ فروردین ثبت کرده‌اند.
ببینید: رضا بابایی (۱۳۸۰). «کارنامه نور (زندگینامه امام خمینی)». دریافت‌شده در ۱۰ سپتامبر ۲۰۱۱.
12. ↑  در مجموع ۱۹ روز در زندان قصر و سپس در زندان پادگان نظامی عشرت‌آباد، تا هنگام انتقال به خانه‌ای که در کنترل نیروهای امنیتی و انتظامی بود.
13. ↑  به این قاعده در اصطلاح فقه، قانون نفی سبیل گفته می‌شود.
14. ↑  در وبگاه امام خمینی و در قسمت زندگی‌نامه، این تاریخ ۱۳ مهر آن سال ذکر شده‌است.
ببینید: «امام خمینی از ولادت تا رحلت». بنیاد اندیشه اسلامی. بایگانی‌شده از اصلی در ۳ اوت ۲۰۱۱. دریافت‌شده در ۹ اوت ۲۰۱۱.
15. ↑  ۲۷ فروردین ۱۳۴۷
16. ↑  مجموعهٔ این سخنرانی‌ها در کتاب کوثر، جلد اول تا سوم، قابل دسترسی‌اند.
17. ↑  نام این میدان بعدها به «میدان شهدا» تغییر پیدا کرد.
18. ↑  این پیام‌ها در جلدهای سوم، چهارم، پنجم و ششم صحیفهٔ نور درج شده‌اند.
19. ↑  شرح این کنفرانس و تصمیمات گرفته‌شده در آن، در والری ژیسکاردستن، قدرت و زندگی، ص. ۱۰۲.

## فهرست منابع
انگلیسی
- Baqer Moin (1999). Khomeini: Life of the Ayatollah (به انگلیسی). Victoria House, Bloomsbury Square, London WC1B 4DZ, 175 Fifth Avenue, New York NY 10010: I.B.Tauris & Co Ltd.{{cite book}}:  نگهداری CS1: موقعیت (link)
- Daniel Brumberg (2001). Reinventing Khomeini: the struggle for reform in Iran (به انگلیسی). Chicago, United States of America: The University of Chicago Press, Chicago 60637.
- Ervand Abrahamian (1993). Khomeinism: Essays on the Islamic Republic (به انگلیسی). Berkeley and Los Angeles, California: University of California Press.
- Daniel E. Harmon, Anne M. Todd (2004). Ayatollah Ruhollah Khomeini (Spiritual Leaders and Thinkers) (به انگلیسی). United States of America: Chelsea House Publications.
- Muḥammad Ḥusayn Ḥusaynī Ṭihrānī, Muḥammad Ḥusayn Ṭabāṭabāʼī, Mohammad Hassan Faghfoory (2003). Kernel of the kernel: concerning the wayfaring and spiritual journey of the people of intellect (به انگلیسی). State University of New York Press, 90 State Street, Suite 700, Albany, NY 12207: State University of New York Press, Albany.{{cite book}}:  نگهداری CS1: موقعیت (link) نگهداری یادکرد:نام‌های متعدد:فهرست نویسندگان (link)

فارسی
- روح‌الله خمینی (۱۳۶۱). صحیفهٔ نور. تهران: مؤسسه تنظیم و نشر آثار امام خمینی (ره).
- سید حمید روحانی (۱۳۵۶). بررسی و تحلیلی از نهضت امام خمینی. تهران: احرار.
- حمید انصاری (۱۳۸۴). حدیث بیداری. تهران: موسسهٔ تنظیم و نشر آثار امام خمینی. شابک ۹۶۴-۳۳۵-۳۲۶-۵.
- بهاءالدین خرمشاهی (۱۳۶۹)، دائرةالمعارف تشیع، به کوشش به کوشش احمد صدر حاج‌سیدجوادی، کامران فانی و مهدی محقق.، تهران
- روح‌الله خمینی (۱۳۶۷). کشف الاسرار. تهران: بینا.
- عبدالرحیم عقیقی بخشایشی (۱۳۵۷). یک‌صد سال مبارزهٔ روحانیت مترقی (حوزهٔ علمیهٔ قم پایگاه فضیلت و شرف). قم: دفتر نشر نوید اسلام.
- عمادالدین باقی (۱۳۸۶). تحریر تاریخ شفاهی انقلاب اسلامی ایران. قم: نشر تفکر.
- محمدحسن رجبی (۱۳۶۹). زندگینامهٔ سیاسی امام خمینی. تهران: مرکز اسناد انقلاب اسلامی. شابک ۹۶۴-۶۱۹۶-۶۹-۴ مقدار |شابک= را بررسی کنید: checksum (کمک).
- سید حمید روحانی (۱۳۸۲). خاطرات و مبارزات حجت‌الاسلام فلسفی. مرکز اسناد انقلاب اسلامی.
- جواد منصوری (۱۳۷۹). قیام ۱۵ خرداد به روایت اسناد ساواک. تهران: مرکز بررسی اسناد انقلاب اسلامی. شابک ۹۶۴-۶۸۴۴-۰۷-۳.
- روح‌الله خمینی (۱۳۶۰). کوثر.
- عبدالله شهبازی (۱۳۸۲). ظهور و سقوط پهلوی - خاطرات ارتشبد حسین فردوست. تهران: اطلاعات و مؤسسهٔ مطالعات و پژوهشهای سیاسی.
- روح‌الله خمینی (۱۳۴۹). ولایت فقیه. نجف.
- سید علی‌اکبر محتشمی‌پور (۱۳۵۶). شهیدی دیگر از روحانیت. نجف.
- والری ژیسکاردستن (۱۳۶۸). قدرت و زندگی. ترجمهٔ محمود طلوعی. تهران: پیک ترجمه و نشر.
- محمدرضا پهلوی (۱۳۸۹). پاسخ به تاریخ. به کوشش به کوشش شهریار ماکان. تهران: البرز. شابک ۹۶۴-۴۴۲-۳۱۲-۷.
- رابرت هایزر (۱۳۶۵). مأموریت در تهران: خاطرات ژنرال هایزر. ترجمهٔ علی اکبر عبدالرشیدی. تهران: اطلاعات. شابک ۹۷۸-۹۶۴-۴۲۳-۶۹۰-۷.

عربی
- روح‌الله خمینی (۱۳۴۴). تحریرالوسیله. تهران: موسسهٔ تنظیم و نشر آثار امام خمینی.